# Zrenjanin
Zrenjanin [zrɛ̌ɲanin] (serbisch-kyrillisch Зрењанин, ungarisch Nagybecskerek, deutsch Großbetschkerek, rumänisch Becicherecul Mare oder Zrenianin, slowakisch Zreňanin) ist eine der größten Städte in Serbien, die drittgrößte Stadt in der Vojvodina nach Novi Sad und Subotica, die größte Stadt im serbischen Banat, der Hauptverwaltungssitz des Bezirkes Mittelbanat und wichtiges Industrie- und Kulturzentrum.
In Zrenjanin leben 105.722 Menschen, davon 67.129 in der Stadt Zrenjanin und 38.593 in den umliegenden Orten der Gemeinde. Die Einwohnerzahl ist seit den 1980er Jahren leicht rückläufig.
Die Stadt befindet sich am Ufer des Flusses Bega. Im Zentrum liegen vier künstlich angelegte Seen, die früher Teile des Flusses waren. In der Zeit der österreich-Ungarischen Monarchie war Großbetschkerek der Verwaltungssitz des Komitates Torontál. Die offiziellen Amtssprachen, die heute in Zrenjanin in Gebrauch sind, sind Serbisch, Ungarisch, Rumänisch und Slowakisch.

## Geografie

### Geografische Lage
Zrenjanin liegt auf dem 45. Breitengrad, dem Übergang der subtropischen zur gemäßigten Zone, auf 80 Meter über der Adria in der flachen Pannonischen Tiefebene. Die Gemeinde wird, wenn auch selten, durch leichte, eher ungefährliche Erdbeben erschüttert.
Die Hauptstadt Belgrad liegt zirka 75 Kilometer südöstlich der Stadt. Etwa 50 Kilometer westlich liegt Novi Sad, die größte Stadt der autonomen Provinz Vojvodina, und östlich der nächste Grenzübergang zur Europäischen Union über Rumänien.
Die Stadt durchfließt aus nordöstlicher Richtung nach Südwesten die Bega (serb. Begej), die unweit der Stadt bei Knićanin in die Theiß mündet. Südlich von Zrenjanin liegt der See Belo jezero.

### Naturschutz
Das Naturreservat Stari Begej-Carska Bara (deutsch Alte Bega – Zarenteich) wurde 1996 nach der Ramsar-Konvention als Feuchtgebiet von internationaler Bedeutung anerkannt. Mit einer Fläche von 1.767 ha (17,67 km²) ist es das größte zusammenhängende Feuchtbiotop Serbiens. Zusammen mit dem Flussarm Stari Begej bildet das Gebiet das Spezial-Naturreservat, das seit 1955 national unter Schutz steht und seit 2009 als Important Bird Area (IBA) ausgewiesen ist.
Das Spezial‑Naturreservat bildet ein Mosaik aus Sumpf, Teichen, Flussarmen, Auenwäldern, Wiesen und pannonischer Steppe und ist besonders reich an Biodiversität.
Etwa 250 Vogelarten, darunter alle acht europäischen Reiherarten, wurden im Gebiet nachgewiesen. Davon rund 140 Brutvögel und 110 weitere Arten, die das Gebiet im Rahmen ihrer Migration durchqueren. Hinzu kommen über 500 Pflanzenarten, darunter seltene Orchideen- und Salzpflanzenarten, sowie zahlreiche Amphibien, Reptilien, Säugetiere (z. B. Fischotter, Rehe, Wildschweine) und Fische.
Die Verwaltung des Schutzgebiets liegt bei der Stadtgemeinde Zrenjanin und spielt eine wichtige Rolle für den regionalen Naturschutz. Durch klar geregelte Besucherwege und ausgewiesene Beobachtungspunkte ist das Reservat ein Zentrum für den sanften Ökotourismus, Umweltbildung und Naturschutzforschung. Zum nachhaltigen Schutz der Flora und Fauna ist die Besucherzahl strikt limitiert.

### Klima
In Zrenjanin herrscht gemäßigtes kontinentales Klima mit den für Europa üblichen vier Jahreszeiten, bei durchschnittlich 79 Frost- und 34 tropischen Tagen und einer Jahresmitteltemperatur von 11,5 °C. Die höchste je gemessene Temperatur wurde am 24. Juli 2007 mit 42,9 °C, die niedrigste mit −30,4 °C am 24. Januar 1963 registriert. Im Durchschnitt scheint die Sonne an 2101 Stunden im Jahr, mit minimal 1,9 Stunden im Dezember und 9,4 im Juli. Die Niederschlagsmenge erreicht im Juli mit 88,8 mm/m² sein Maximum. Im Jahresdurchschnitt regnet es an 143 Tagen mit 583,1 mm/m².
|                        | Jan  | Feb  | Mär  | Apr  | Mai  | Jun  | Jul  | Aug  | Sep  | Okt  | Nov  | Dez  |   |       |
| Mittl. Temperatur (°C) | −0,1 | 1,6  | 6,4  | 12,0 | 17,4 | 20,3 | 22,2 | 21,8 | 17,1 | 11,9 | 6,0  | 1,4  | ⌀ | 11,5  |
| Mittl. Tagesmax. (°C)  | 3,6  | 6,2  | 12,2 | 18,0 | 23,5 | 26,3 | 28,6 | 28,8 | 23,8 | 18,0 | 10,4 | 4,9  | ⌀ | 17,1  |
| Mittl. Tagesmin. (°C)  | −2,9 | −2,1 | 1,8  | 6,5  | 11,4 | 14,4 | 15,8 | 15,6 | 11,7 | 7,1  | 2,5  | −1,3 | ⌀ | 6,8   |
|                        |      |      |      |      |      |      |      |      |      |      |      |      |   |       |
| Niederschlag (mm)      | 35,9 | 30,0 | 37,2 | 43,2 | 55,4 | 88,8 | 60,0 | 45,4 | 50,2 | 43,9 | 47,8 | 45,3 | Σ | 583,1 |
|                        |      |      |      |      |      |      |      |      |      |      |      |      |   |       |
| Sonnenstunden (h/d)    | 2,2  | 3,6  | 4,9  | 6,3  | 7,8  | 8,7  | 9,4  | 8,7  | 6,9  | 5,4  | 3,1  | 1,9  | ⌀ | 5,8   |
|                        |      |      |      |      |      |      |      |      |      |      |      |      |   |       |
| Regentage (d)          | 12   | 10   | 10   | 11   | 12   | 12   | 9    | 8    | 10   | 8    | 11   | 13   | Σ | 126   |
|                        |      |      |      |      |      |      |      |      |      |      |      |      |   |       |
| Luftfeuchtigkeit (%)   | 85   | 78   | 70   | 66   | 65   | 67   | 66   | 66   | 71   | 74   | 81   | 86   | ⌀ | 72,9  |

| −2,9 |

| −2,1 |

| 1,8 |

| 6,5 |

| 11,4 |

| 14,4 |

| 15,8 |

| 15,6 |

| 11,7 |

| 7,1 |

| 2,5 |

| −1,3 |

| −2,9 |

| −2,1 |

| 1,8 |

| 6,5 |

| 11,4 |

| 14,4 |

| 15,8 |

| 15,6 |

| 11,7 |

| 7,1 |

| 2,5 |

| −1,3 |

### Stadtteile
Zrenjanin ist in 20 Stadtteile und 14 Wahlbezirke (serbisch: Mesne Zajednice) gegliedert. Das 1888 gegründete Dorf Mužlja bildet mit rund 6.000 Hektar den flächenmäßig größten Stadtteil und wurde 1981 als 14. Wahlbezirk eingemeindet. Der im westlichen Ende liegende Bagljaš ist mit seinen charakteristischen Hochhäusern und über 20.000 Einwohnern der bevölkerungsreichste Teil Zrenjanins. Er wurde nach dem Zweiten Weltkrieg als Urbanisierungsmaßnahme gegründet und ist als „Stadt in der Stadt“ konzipiert.
| - Berbersko – Bolnica - Centar - Dolja – Crni šor - Dositej Obradović - Gradnulica - Mala Amerika - Mužlja | - Nikola Tesla - Sava Kovačević - Šumica - Sonja Marinković - Veljko Vlahović - Žarko Zrenjanin - Zeleno Polje |

### Orte der Gemeinde
Im Territorium der Stadt liegen 23 weitere Wahlbezirke in 21 Orten. Der bevölkerungsreichste ist mit 5956 Einwohnern Melenci und der kleinste Ort mit 495 Einwohnern ist Lukino Selo. Der Ort Lukićevo ist nach Veljko Lukić Kurjak, einem Partisanenkämpfer aus dem Zweiten Weltkrieg und Volkshelden Jugoslawiens, benannt.
| \| Ort \| Einwohner \| \| ------------------- \| --------- \| \| Aradac \| 3.307 \| \| Banatski Despotovac \| 1.296 \| \| Belo Blato \| 1.331 \| \| Botoš \| 1.871 \| \| Čenta \| 4.303 \| \| Ečka \| 3.997 \| \| Elemir \| 4.303 \| \| Farkaždin \| 1.184 \| \| Jankov Most \| 506 \| \| Klek \| 2.711 \| \| Knićanin \| 1.747 \| \| Lazarevo \| 2.879 \| \| Lukino Selo \| 495 \| \| Lukićevo \| 1.792 \| \| Melenci \| 5.956 \| \| Mihajlovo \| 943 \| \| Orlovat \| 1.513 \| \| Perlez \| 3.342 \| \| Stajićevo \| 1.839 \| \| Taraš \| 1.003 \| \| Tomaševac \| 1.423 \| \| Zrenjanin \| 75.743 \| \| Gemeinde Zrenjanin \| 122.714 \| |           |
| Ort | Einwohner |
| Aradac | 3.307     |
| Banatski Despotovac | 1.296     |
| Belo Blato | 1.331     |
| Botoš | 1.871     |
| Čenta | 4.303     |
| Ečka | 3.997     |
| Elemir | 4.303     |
| Farkaždin | 1.184     |
| Jankov Most | 506       |
| Klek | 2.711     |
| Knićanin | 1.747     |
| Lazarevo | 2.879     |
| Lukino Selo | 495       |
| Lukićevo | 1.792     |
| Melenci | 5.956     |
| Mihajlovo | 943       |
| Orlovat | 1.513     |
| Perlez | 3.342     |
| Stajićevo | 1.839     |
| Taraš | 1.003     |
| Tomaševac | 1.423     |
| Zrenjanin | 75.743    |
| Gemeinde Zrenjanin | 122.714   |

## Geschichte

### Name der Stadt

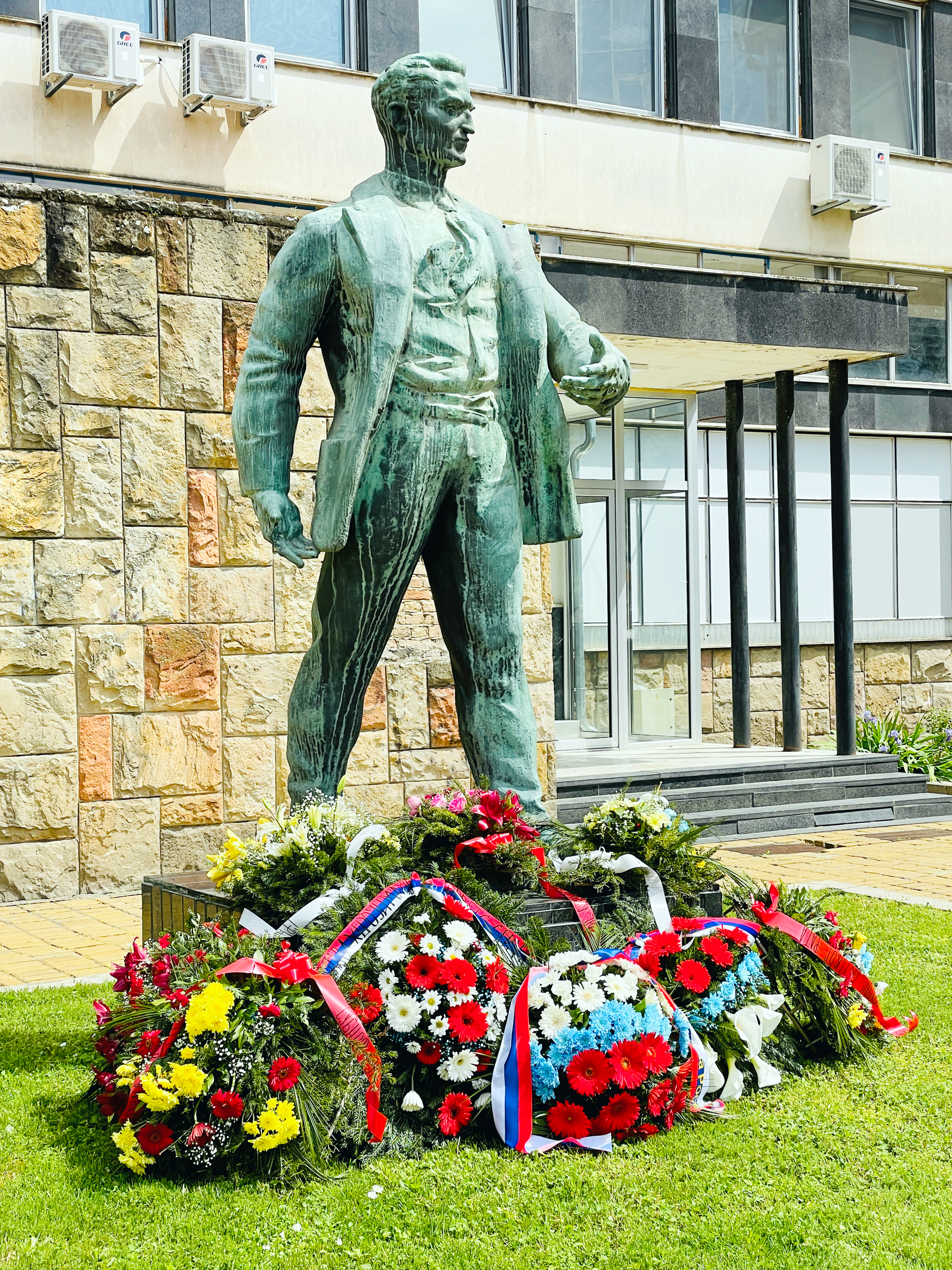
Denkmal für Žarko Zrenjanin

Der Ort wird das erste Mal in einer päpstlichen Bulle vom 10. Juli 1326 unter dem Namen Becskerek erwähnt. Damals gehörte es zum Königreich Ungarn. Unter den Habsburgern bekam es den Namen Großbetschkerek, auf Serbisch Veliki Bečkerek und auf Ungarisch Nagybecskerek. Die Herkunft der alten Bezeichnung Becskerek ist bis heute nicht geklärt. Einige Ethnologen wollen den Namen von den Petschenegen ableiten. Andere weisen auf eine Wortmontage aus dem ungarischen Begriff für Wald (Kerek) und dem Nachnamen des ungarischen Adligen Imre Becsei, der um 1311 größere Besitzungen im Banat hatte, darunter die Ortschaften Bečkerek und Novi Bečej. Der Name soll demzufolge „Besceis Wald“ bedeuten.
Bis 1935 hieß die Stadt Veliki Bečkerek. Im selben Jahre wurde sie zu Ehren des jugoslawischen Königs Peter I. umbenannt in Petrovgrad. Von 1941 bis 1944 hieß die Stadt wieder Großbetschkerek bzw. Veliki Bečkerek auf Serbisch. Den heutigen Namen Zrenjanin erhielt sie 1946 nach Žarko Zrenjanin, einem Partisanenkämpfer und Volkshelden Jugoslawiens im Zweiten Weltkrieg.
Mit dem Zerfall des kommunistischen Jugoslawien 1991 bekamen mehrere Städte in Serbien, die nach dem Zweiten Weltkrieg nach jugoslawischen Kommunisten benannt wurden, ihre alten Namen zurück. In Zrenjanin wurde 1992 eine Volksabstimmung über den Namen der Stadt organisiert. Zur Wahl standen alle drei historischen Bezeichnungen, die Mehrheit entschied für die Beibehaltung von Zrenjanin.

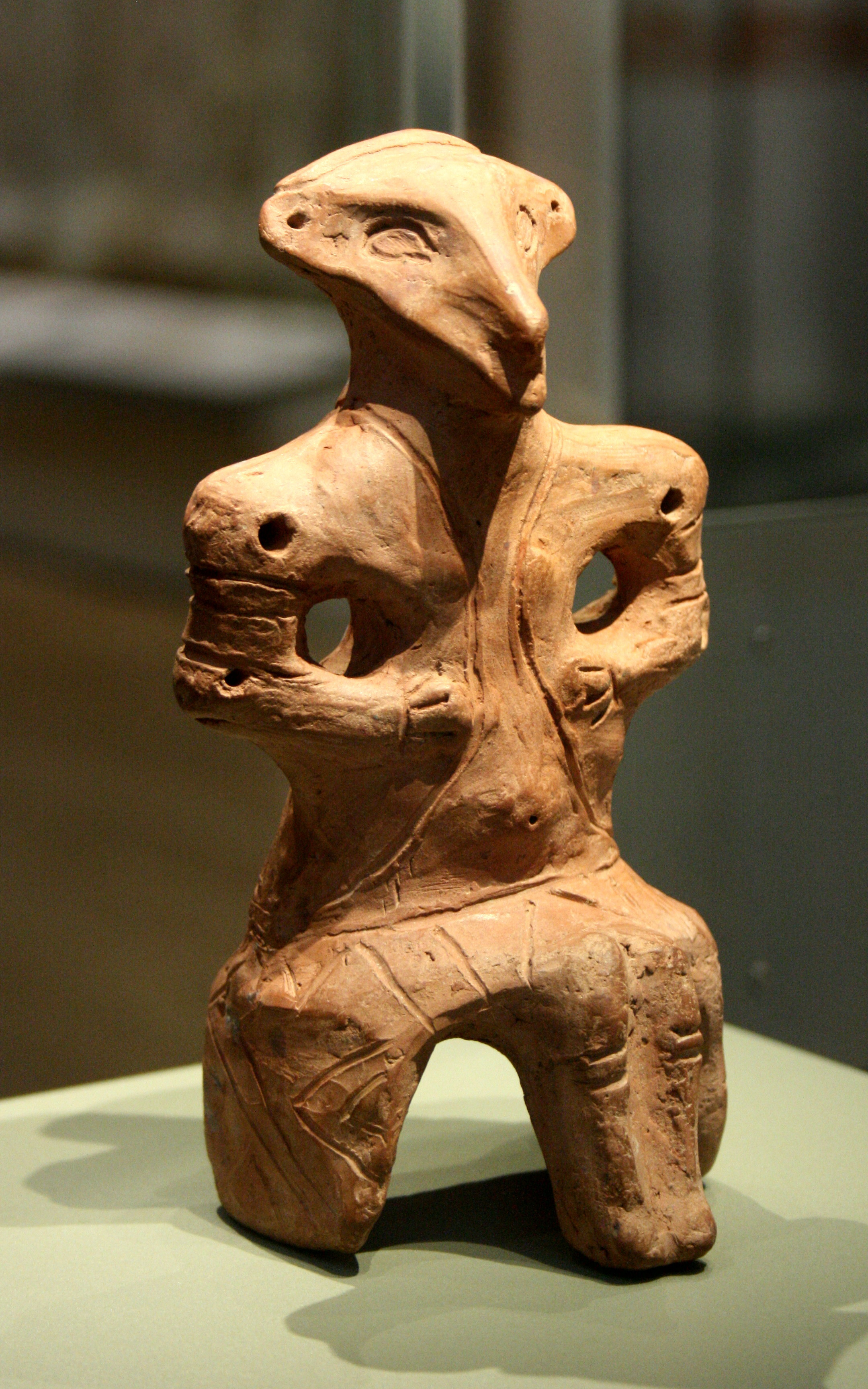
Sitzende Vinča-Figur

### Prähistorie
In frühen Reliefkarten wird der mittlere Banat als sumpfiges Gebiet festgehalten, in dem Leben schier unmöglich erschien. Es wurde lange behauptet, dass die Besiedelung erst im Mittelalter begann. Jüngste archäologische Funde in der Stadt und dessen Einzugsgebiet beweisen hingegen, dass im Areal bereits seit der Prähistorie Menschen siedelten. Archäologen des Instituts für Kulturdenkmalschutz Zrenjanin, fanden an 192 Ausgrabungsstätten, davon 40 im Stadtgebiet, unter anderem Funde aus der neolithischen Starčevo-Kultur (ca. 6000 v. Chr.) und Behausungen, Werkzeuge, Waffen und Keramik aus der Vinča-Kultur (bis ca. 4500–3300 v. Chr.). Mit der Ausgrabungsstätte bei Perlez wurden Hinweise auf die Badener Kultur (ca. 3400–2200 v. Chr.) gefunden.

### Frühgeschichte und Mittelalter
Aus der Römischen Kaiserzeit sind nur wenige Funde bekannt, die, wie vermutet wird, von Handelswegen oder kriegerischen Handlungen stammen.
Neben keltischen und illyrischen Spuren wurden auch Hinweise auf den Aufenthalt der Thraker gefunden. In Gräbern gefundene Halsketten aus Glaspasten, Bernstein und Chalcedon aus dem 4. und 3. Jahrhundert v. Chr., konnten den sarmatischen Roxolanen, einem iranischen Reitervolk, zugeordnet werden. Die meisten Funde, die auf die Zeit der Völkerwanderung im 4. Jahrhundert zurückgehen, werden den Goten und Gepiden zugeordnet. In der Nähe der Stadt, bei Ečka, errichtete Attila der Hunnenkönig zu Beginn des 5. Jahrhunderts im Feldzug gegen das römische Reich ein Zeltlager.
In einer Nekropole mit rund 120 Gräbern wurden awarische Überreste ausgehoben, die aus den letzten Jahren des 6. und dem ersten Jahrzehnt des 7. Jahrhunderts stammen. Als Grabbeigaben wurden sowohl Eisenschwerter und Pfeilspitzen, als auch Kupfer- und Silberschmuck gefunden. Mit dem Niedergang der awarischen Kultur, durch die Eroberungskriege Karls des Großen, folgt im 11. Jahrhundert die Besiedelung der Slawen auf dem Gebiet, denen zirka einhundert Jahre später Magyaren folgen. Kurz darauf übernimmt das Königreich Ungarn die Oberhoheit über das Gebiet. Die Gründung der heutigen Stadt wird in der Zeit um 1300 datiert. Auf den drei Inseln der Bega leben hauptsächlich ungarische Leibeigene.

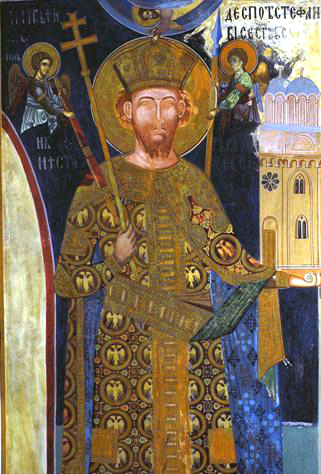
Stefan Lazarević

In den ersten schriftlichen Nennungen Zrenjanins, bzw. Becskereks, von 1326, 1331 und 1332, wird den Bewohnern des Orts der päpstliche Kirchenzehnte durch die Budaer Kathedrale abverlangt. Aus der Höhe der geleisteten Zahlung lässt sich schließen, dass Zrenjanin ein Dorf mittlerer Größe gewesen ist. Unter der Regentschaft Ludwigs des Großen von 1342 bis 1382, besiedeln immer mehr Serben aus Raszien das Gebiet der heutigen Stadt.
Nachdem die ungarischen Kreuzfahrer 1396 in der Schlacht bei Nikopolis, durch maßgebliche Unterstützung des serbischen Fürsten Stefan Lazarević, durch das Osmanische Reich geschlagen wurden, fürchtete König Sigismund um die politische Stabilität in seinen von Serben besiedelten Gebieten. Es wird vermutet, dass sein Aufenthalt in Zrenjanin am 30. September 1398 im Zusammenhang mit einer etwaigen Verteidigung der Stadt, bzw. der südlichen Grenze seines Reichs stand. Als das Osmanische Reich am 10. Juli 1402 in der Schlacht bei Ankara durch die Mongolen vernichtend geschlagen wurde und das Reich des Sultans Bayezids I. ins Chaos zu stürzten drohte, erkannte der serbische Despot Stefan Lazarević, der zuvor Vasall der Osmanen war und ihnen Waffendienst leistete, 1403 die Hoheit des ungarischen Königs an und erhielt als Vasall der ungarischen Krone unter anderem das Komitat Torontál mit Becskerek als Lehen.
Als bei der Schlacht bei Mohács König Ludwig II. und ein beachtlicher Teil der Elite gefallen war, stand das Königreich Ungarns vor dem Zusammenbruch. Die Situation ausnutzend, erklärte sich, der bis dato völlig unbekannte, Jovan Nenad zum Zaren der Serben und Kaiser von Byzanz. Er unterstützte die ungarischen Thronansprüche Ferdinand I. und zog mit seinen serbischen Banderien gegen Johann Zápolya, der seinen Gouverneur Petar Perenjija in Becskerek mit dem Bau einer Festung beauftragte, in die Schlacht. Dabei brachte er beinahe die gesamte heutige Vojvodina unter seine Herrschaft. Nachdem Ferdinand I. in Ungarn einmarschierte wurde Nenad beim Versuch ihn zu treffen von Zápolyas Männern aus dem Hinterhalt angeschossen und kurz darauf um 1527 bei Szeged enthauptet. Die Festung wurde kurz vor Ferdinands Einnahme der Stadt im März 1528 fertiggestellt.

### Osmanisches Reich

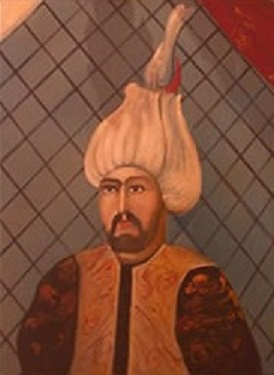
Mehmed-paša Sokolović

Durch die Kriege um die Thronfolge wurde Ungarn in Ferdinands Königliche Ungarn, in das Östliche Ungarische Königreich und in das osmanische Ungarn geteilt. Sultan Süleyman I. befahl dem obersten Provinzgouverneur (Beylerbey) Rumeliens Mehmed-paša Sokolovićs 1550 den Banat unter seine Kontrolle zu bringen. Mit einer 80.000 Mann starken Armee begann am 15. September 1551 die Belagerung Bečejs, welche vier Tage später in die Eroberung der Stadt mündete. Paralysiert durch die stärke der osmanischen Armee, verließen die zumeist serbischen Bewohner Becskerek. Der Statthalter schickte einen Gesandten, der Mehmet Pascha die Kapitulation der Stadt überbrachte. Davon unbeeindruckt marschierte Mehmets Streitkraft auf die Stadt zu und eroberte die von 80 Söldnern verteidigte Festung nach nur einem Tag der Belagerung am 25. September 1551. Mit der anschließenden Eroberung der Festung von Temeşvar entstand die Großprovinz Temeşvar (Eyâlet, später Vilâyet) mit dem Sandschak Besckerek.
Mehmet Pascha stieg 1565 zum Großwesir des osmanischen Reichs auf und gründete zum Dank der wehrlosen Kapitulation der Serben um 1570 das Vakuf Bečkerek. Er befreite die serbische Bevölkerung von Steuern und gewährte weitläufige lokale Autonomie. Während der Herrschaft der Türken wurde der christliche Glaube zwar geduldet, jedoch waren Kirchen nicht zugelassen und es kam häufig zu Raubzügen gegen die nichtosmanische Bevölkerung. Große Teile der Bevölkerung flüchteten aus dem Banat und hinterließen langsam eine öde und entvölkerte Landschaft.

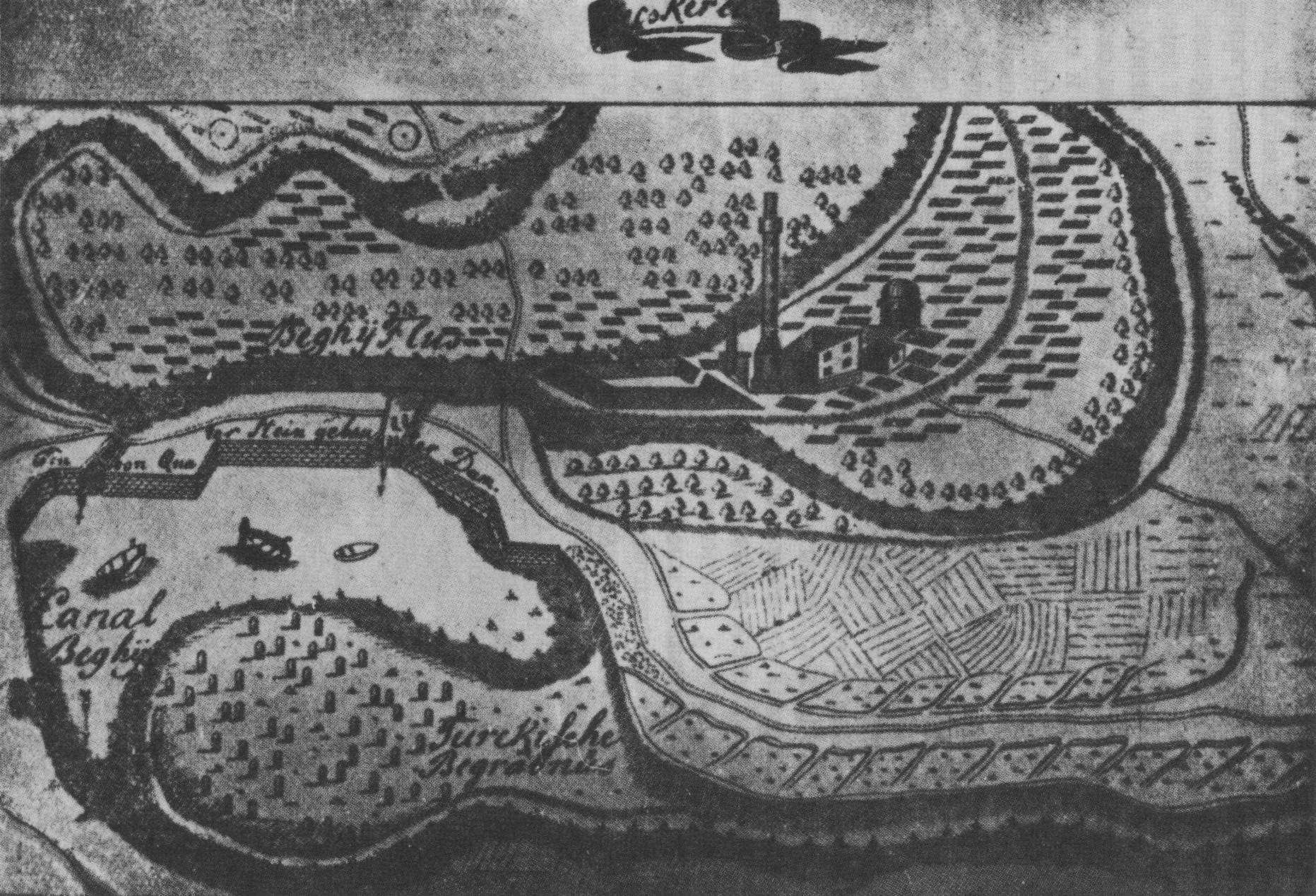
Stadtbild Zrenjanins um 1697

Der siebenbürgische Fürst Sigismund Báthory organisierte mit den Serben und Walachen 1594 den Aufstand gegen die Osmanen. Nachdem die Aufständischen zunächst das Südbanat unter ihre Kontrolle brachten, befreiten sie die Festung von Bečkerek von den Türken. Die Osmanen begannen 1596 die verlorenen Festungen zurückzuerobern und sicherten in den darauffolgenden Kämpfen ihre Herrschaft über das Banat.
Nachdem Prinz Eugen von Savoyen Bečkerek 1698 von den Osmanen befreite wurde die Großprovinz Temeşvar am 26. Januar 1699 im Frieden von Karlowitz dem Osmanischen Reich zuteil. Dennoch blieb die Region durch österreichische Truppen besetzt, die 1701 die Festung von Bečkerek zerstörten. Noch bis 1716 waren in der Stadt türkische Garnisonen stationiert. Die restliche türkische Bevölkerung wurde 1717 mit dem Einzug des Prinzen Alexander von Württemberg vertrieben, womit die 165-jährige Herrschaft der Osmanen in der Region endete.

### Die Habsburgermonarchie

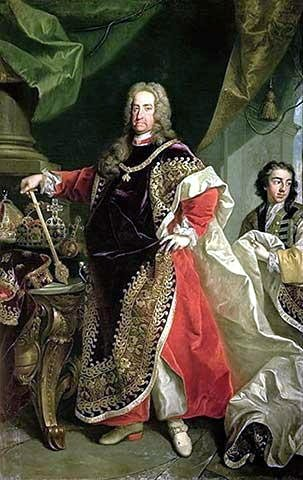
Kaiser Karl VI. im Ornat als Großmeister des Ordens vom Goldenen Vlies, Gemälde von Johann Gottfried Auerbach

Unter den Habsburgern war die Stadt als Teil der kaiserlichen Krondomäne Temeschwer Banat der Wiener Hofkammer unterstellt. Der ersten Volkszählung von 1717 nach, lebten in der Stadt 787 Einwohner. Am 12. September 1718 wird das Kronland in 13 Distrikte geteilt, von denen Bečkerek eine Verwaltungseinheit bildet. Unter Karl VI. begann die Kolonisierung der entvölkerten und verwüsteten Gebiete im Banat. Nach Bečkerek kamen neben Serben und Ungarn hauptsächlich Donauschwaben, aber auch Franzosen, Italiener, Rumänen, Slowaken und ab 1737 auch Spanier aus Barcelona und der Biskaya, die den Ort kurzum Neu Barcelona nennen. 1760 gab es zirka 30 jüdische Familien.
Claudius Florimund Mercy leitete als Gouverneur und Präsidenten der Landesadministration des Banats von Temeswar ab 1720 die Besiedlung und Kultivierung der von den Türken eroberten südungarischen Gebiete einschließlich des Temescher Banats. Den geworbenen Einwanderern aus Schwaben, Franken, Pfalz, Rheinland und anderswo, den sogenannten Donauschwaben, stellte man Grund und Boden zur Verfügung und gewährte ihnen drei Jahre Steuerfreiheit. Insgesamt 100.000 Menschen wurden angesiedelt, alleine in der heutigen Vojvodina ließen sich 30.000 serbische Familien nieder.
Von 1727 bis 1733 stand der Bau des Bega-Kanals unter Mercys Führung. Vor der Kanalisierung bot die Bega in wildem, ungeregeltem Lauf dem ausgedehnten Sumpfgebiet im Westen reiche Nahrung. Die Ableitung der Sümpfe erschien Mercy eine aus strategischen, wirtschaftlichen und nicht zuletzt sanitären Gründen gebotene Notwendigkeit. Das daraus resultierende Austrocknen der Sümpfe ließ neues, fruchtbares Ackerland entstehen.
Von 1850 bis 1860 gehörte Bečkerek zum Kronland Woiwodschaft Serbien und Temeser Banat, das nach 1860 wieder Ungarn angeschlossen wurde.

### Erster Weltkrieg und das Königreich Jugoslawien
Zu Beginn des 20. Jahrhunderts war die damals noch Großbetschkerek (serb. Veliki Bečkerek) genannte Stadt ein prosperierendes Verwaltungs- und Wirtschaftszentrum im südlichen Teil des Königreichs Ungarn innerhalb der Habsburgermonarchie. Als Hauptstadt des Komitats Torontál und als wichtiger Verkehrsknotenpunkt zwischen Temeswar, Neusatz und Belgrad entwickelte sich die Stadt zu einem bedeutenden wirtschaftlichen und kulturellen regionalen Zentrum.
Die multiethnische Bevölkerungsvielfalt aus Serben, Ungarn, Deutschen (Donauschwaben), Juden, Rumänen und Slowaken prägte das gesellschaftliche Leben der Stadt und trug maßgeblich zu ihrer Entwicklung als florierendes urbanes Zentrum im Banat bei. Zahlreiche öffentliche Gebäude, Bildungseinrichtungen, Banken sowie Verkehrs- und Industrieanlagen wurden errichtet. Viele dieser Bauwerke, insbesondere die im Jugendstil errichtete Gebäude, prägen bis heute das Stadtbild und zeugen vom wirtschaftlichen und kulturellen Aufschwung jener Epoche.
Zu Beginn des Ersten Weltkriegs 1914 blieb die Region von unmittelbaren Kampfhandlungen verschont, jedoch wurden zahlreiche Einwohner zum Dienst an der Waffe in die k.u.k. Armee eingezogen und kämpften an den Fronten der Monarchie, besonders in Galizien und Italien. Im Verlauf der Kriegsjahre verschärften sich wirtschaftliche Probleme, begleitet von Versorgungsengpässen, Produktionsrückgängen und brachten zunehmend soziale Spannungen mit sich.
Mit dem militärischen Zusammenbruch der Habsburgmonarchie nach dem Weltkrieg und zunehmenden nationalen Spannungen innerhalb des Vielvölkerstaats zerfiel Österreich-Ungarn im Herbst 1918. In der Folge wurde Großbetschkerek von serbischen Truppen besetzt und am 25. November 1918 beschlossen Vertreter der Regionen Banat, Bačka und Syrmien auf einer Versammlung in Novi Sad die Vereinigung mit dem Königreich Serbien. Großbetschkerek wurde damit Teil des neu gegründeten Königreichs der Serben, Kroaten und Slowenen und ab 1929 des Königreichs Jugoslawien.
Mit dem neuen politischen Rahmen änderten sich die Verwaltung, das Schulwesen und die Eigentumsverhältnisse grundlegend, was zu weitreichenden demografischen und gesellschaftlichen Verschiebungen führte. Die neue Staatsgrenze zu Rumänien unterbrach zuvor gewachsene Verbindungen im Banat und im Rahmen der Agrarreform der 1920er Jahre verloren viele ungarische und deutsche Grundbesitzer ihre Ländereien, die an serbische Kolonisten umverteilt wurden. Diese Maßnahmen veränderten die ethnische Zusammensetzung der Stadt nachhaltig. Trotz dieser Umbrüche blieb Zrenjanin jedoch weiterhin ein bedeutendes regionales Zentrum.

### Zweiter Weltkrieg
Nach dem Überfall der Wehrmacht auf Jugoslawien im April 1941 wurde Zrenjanin, das damals Petrovgrad beziehungsweise Großbetschkerek hieß, Teil der deutschen Besatzungszone im Banat. Die lokale Verwaltung der Stadt übernahmen ortsansässige Volksdeutsche, die eng mit der Wehrmacht kooperierten. Es begann die systematische Verfolgung der jüdischen Bevölkerung mit Verhaftungen, Enteignungen und Deportationen. Bis 1942 wurde die örtliche Synagoge zerstört und das jüdische Leben nahezu vollständig ausgelöscht.
Zrenjanin galt in der Folge als eine der ersten Städte im deutsch besetzten Europa, die von den nationalsozialistischen Besatzern als „judenfrei“ erklärt wurden. Nur wenige der rund 1.300 jüdischen Einwohner überlebten den Holocaust. Nach Kriegsende war die jüdische Gemeinde faktisch ausgelöscht und in den darauffolgenden Jahren gab es keine nennenswerte Rückkehr von Überlebenden.
Im Verlauf des Krieges kam es in der Region zu verstärkten Aktivitäten der jugoslawischen Partisanen. Diese organisierten Sabotageakte, sammelten Informationen über deutsche Truppenbewegungen und rekrutierten Unterstützer in der Bevölkerung. Gegenmaßnahmen der Besatzungstruppen führten zu Vergeltungsaktionen, bei denen Zivilisten getötet oder verschleppt wurden. Konsequente Repressalien und öffentliche Hinrichtungen waren strikter Teil der Besatzungs- und Unterdrückungspolitik und führte bei der lokalen Bevölkerung zu Angst und Misstrauen.
Ab 1944 intensivierten sich die Kämpfe zwischen der jugoslawischen Volksbefreiungsarmee und der sich zurückziehenden Wehrmacht auch im Raum Zrenjanin. Letztlich wurde die Stadt im Oktober 1944 von Einheiten der jugoslawischen Partisanen mit Unterstützung der Roten Armee eingenommen. Die verbliebenen Teile der deutschstämmigen Bevölkerung wurden entrechtet und kollektiv als Kollaborateure eingestuft. Es folgten Enteignungen, Internierungen und viele „Volksdeutsche“ wurden gewaltsam zur Flucht gezwungen. Die Präsenz der vormals bedeutenden deutschstämmigen Gemeinschaft verschwand in der Folge fast vollständig aus dem Stadtbild.
In der Nachkriegszeit entwickelte sich eine aktive Gedenkkultur. Mahnmale erinnern an die Opfer des Faschismus, insbesondere an die vernichtete jüdische Gemeinde und die gefallenen Partisanen. Einzelne Gedenktafeln und Straßennamen im Stadtzentrum sowie der heutige Stadtname selbst verweisen auf Persönlichkeiten des Widerstands und auf Orte der Repression und Vernichtung. Seit den 2000er Jahren wird die Aufarbeitung der Zeit des Nationalsozialismus in Zrenjanin verstärkt durch lokale Initiativen, Schulen und städtische Kultureinrichtungen getragen.

### SFR Jugoslawien
Die wechselnden politischen Systeme hatten großen Einfluss auf die städtische Struktur, insbesondere während der Industrialisierung und der sozioökonomischen Neuordnung ab den 1950er Jahren. Nach der Befreiung 1944 begann eine Phase rascher ökonomischer und urbaner Entwicklung. Bereits in den 1950er und 1960er Jahren entwickelte sich die Stadt zu einem der größten Industriezentren des Landes, insbesondere in den Bereichen der Lebensmittelverarbeitung, Textil-, Metall- und Chemieindustrie aber auch in der Erdöl- und Erdgasverarbeitung.
Die Wirtschaftsstruktur war geprägt von der jugoslawischen Form der Arbeiterselbstverwaltung und staatlich gesteuerten Investitionsprogrammen. Diese förderten lokale Kombinate und verhalfen der Stadt zu überregionaler Bedeutung. Parallel zum industriellen Wachstum wurde Zrenjanin zu einem wichtigen Standort für Bildung und Kultur. Neue kommunale Schulen, technische Studiengänge und eine Fachhochschule wurden etabliert. Das städtische Nationalmuseum erlangte Anerkennung, und das Volkstheater Toša Jovanović wurde zu einem bedeutenden kulturellen Zentrum der Vojvodina.
In den Jahren nach Titos Tod im Jahr 1980 war auch Zrenjanin von den wirtschaftlichen und gesellschaftlichen Verwerfungen in Jugoslawien betroffen. Arbeitslosigkeit, Inflation und ein wachsender Nationalismus setzten die Stadt unter Druck. Trotz ihrer fortbestehenden industriellen Ausrichtung verlor die Stadt in den letzten Jahren des sozialistischen Jugoslawien zunehmend an Bedeutung im regionalen Gefüge.

### Jugoslawienkriege und Gegenwart
Während der Jugoslawienkriege in den 1990er Jahren war Zrenjanin massiv von den wirtschaftlichen Folgen betroffen. Internationale Sanktionen, der Zerfall des Binnenmarkts und Hyperinflation führten, wie auch im ganzen Land, zu einem wirtschaftlichen Einbruch, hoher Arbeitslosigkeit und verstärkter Abwanderung. Viele der ehemaligen Staatsbetriebe wurden privatisiert oder stillgelegt.
Während des Kroatienkrieges 1992 wurden im Lager Stajićevo nahe der Stadt Kriegsgefangene festgehalten. Beim späteren NATO-Bombardement im Zuge des Kosovo-Konflikts, blieb Zrenjanin weitestgehend verschont.
In den folgenden Jahrzehnten erlebte die Stadt einen tiefgreifenden Strukturwandel und die Bevölkerungszahl sank um rund 20 %. Heute bemüht sich Zrenjanin um eine Neuausrichtung seiner Wirtschaft durch Ansiedlung internationaler Investoren, die Entwicklung von Industrie-, Logistik- und Freihandelszonen sowie der Durchführung umfangreicher Infrastrukturprojekte.
Trotz bestehender Herausforderungen wie Überalterung, Fachkräftemangel und einem überholten städtischen Leitungsnetz gilt die Stadt weiterhin als regionales Zentrum, mit hohem Potential im Bereich des verarbeitenden Gewerbes, sowie der Land- und Energiewirtschaft. Die kulturelle Vielfalt, das industrielle Erbe und internationale Partnerschaften prägen das heutige Selbstverständnis Zrenjanins.
Durch das Ende 2007 in Kraft getretene „Gesetz über die Territorialorganisation der Republik Serbien“ erhielt Zrenjanin den administrativen und territorialen Status einer Stadt.
Mit Inkrafttreten des „Gesetzes über die territoriale Organisation der Republik Serbien“  erhielt Zrenjanin Ende 2007 den administrativen und territorialen Status einer Stadt.

## Bevölkerung

### Stadtentwicklung, Eingemeindung und Demografie
Zwischen den 1950er und 1980er Jahren wuchs Zrenjanin rasant. Die Urbanisierung in der Zeit des sozialistischen Jugoslawiens führte zu einer erheblichen Landflucht in die Stadt, zur Verlagerung landwirtschaftlicher Flächen sowie zum Bau ganzer Stadtviertel wie Bagljaš und Šećerana. Das Nahverkehrsnetz wurde ausgebaut und große städtische Neubauprojekte wurden umgesetzt, wobei der historische Stadtkern dabei weitestgehend verschont blieb.
Bagljaš entwickelte sich zu einem der größten urbanen Stadtteile am westlichen Ortseingang Zrenjanins. Ursprünglich als modernes Wohnviertel geplant, weist es heute eine hohe Bevölkerungsdichte sowie bedeutende öffentliche Einrichtungen wie Krankenhäuser, Schulen und Sportanlagen auf. Seit den 2000er-Jahren wurde Bagljaš auch zum Schwerpunkt neuer Wirtschaftsansiedlungen und Teil der lokalen Sonderwirtschaftszone.
Der Stadtteil Šećerana (dt. Zuckerfabrik) entstand rund um den früheren Standort der namensgebenden Zuckerfabrik und wurde vorrangig als Arbeiterwohnviertel konzipiert. Der industrielle Charakter des Viertels ist bis heute erhalten, wobei sich dort auch neue Gewerbebetriebe und Logistikflächen angesiedelt haben.
Im Zuge der städtebaulichen Expansion wurde 1981 der zuvor eigenständige, überwiegend von Ungarn bewohnte Ort Mužlja als 14. Wahlbezirk in die Stadt Zrenjanin eingegliedert. Laut offizieller Angaben umfasst das heutige Siedlungsgebiet rund 450 Hektar. Historisch belaufen sich die ursprünglich zur Kolonisierung ausgewiesenen Agrarflächen auf etwa 6.000 Hektar, was bis heute als Referenz für die territoriale Entwicklung dient. Die Eingemeindung ermöglichte eine enge Anbindung an das städtische Verkehrs- und Infrastrukturnetz und trug zur städtebaulichen Verdichtung im Südosten der Stadt bei. Gleichzeitig bewahrte Mužlja seinen vorwiegend ländlichen Charakter. Der Status als Wahlbezirk stärkte zudem die politische Repräsentation der ungarischen Minderheit auf kommunaler Ebene.
Diese Entwicklungen prägen bis heute das Stadtbild Zrenjanins und verdeutlichen die kontinuierliche räumliche Ausdehnung entlang historischer, ethnischer und wirtschaftlicher Achsen.
Die Bevölkerungsanzahl ist in Zrenjanin seit seinem Höchststand in den 80er Jahren des 20. Jahrhunderts bis ins Jahr 2022 um rund ein Drittel auf 105.722 gesunken. Während der Zählungen zwischen 2011 und 2022 kam es zu einer Abwanderung von 17.640 Personen, rund 17 % der Bevölkerung. Das Durchschnittsalter der Einwohner beträgt 41,9 Jahre. Laut Zensus 2022 verfügt Zrenjanin über insgesamt 52.718 Wohneinheiten mit einer Gesamtfläche von 4.558.023 m². Davon 32.404 Einheiten mit insgesamt 2.694.807 m² innerhalb der Stadt und 20.314 Wohneinheiten mit einer Fläche von 1.863.216 m² in den umliegenden Ortschaften.

### Ethnien und Sprachen

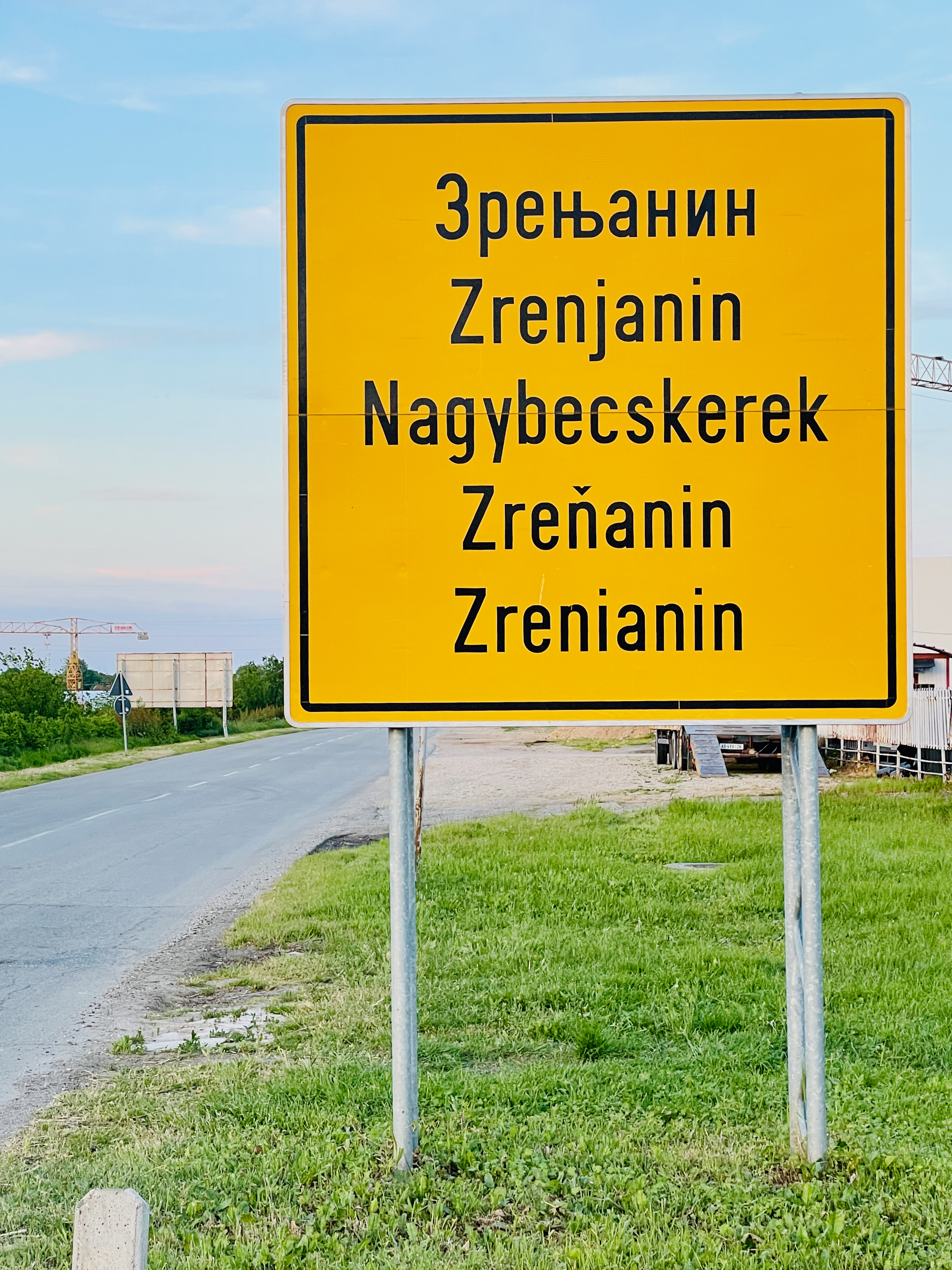
Ortseingangsschild in den vier offiziellen Amtssprachen. Serbisch in den beiden gängigen Alphabeten auf kyrillisch und lateinisch

Zrenjanin ist bekannt für seine ethnische und sprachliche Vielfalt. Historisch bedingt leben hier Angehörige vieler Nationalitäten. Laut Zensus 2022 bilden die Serben mit 81.066 Personen (76,68 %) naturgemäß die mit Abstand größte Bevölkerungsgruppe. Die größte ethnische Minderheit stellen unterdes die Ungarn mit 7,73 %, gefolgt von Roma (2,57 %), Rumänen (1,57 %) und Slowaken (1,45 %). Der Anteil derjenigen, die sich als Jugoslawen bezeichnen, stieg leicht auf 0,8 %. Die Gruppe der „Anderen“ umfasst 9,19 % der Bevölkerung – darunter beispielsweise auch die Nachkommen der Donauschwaben. Im Vergleich zum Zensus 2011 ist die Gesamtbevölkerung rückläufig, wobei der prozentuale Rückgang bei Minderheiten wie den Ungarn deutlich stärker ausfiel als bei der Mehrheitsbevölkerung.
Diese Entwicklung lässt sich vor allem auf demografische Faktoren, eine verstärkte Abwanderung in Richtung EU-Staaten sowie die langsame, teils schleichende Assimilation jüngerer Generationen zurückführen. Viele Angehörige ethnischer Minderheiten sprechen heute primär Serbisch, insbesondere im urbanen Raum. Gleichzeitig sind gemischt-ethnische Partnerschaften und familiäre Bindungen in Zrenjanin weit verbreitet und gelten als Ausdruck des pragmatischen und toleranten gesellschaftlichen Klimas der Region.
Die kulturelle und sprachliche Vielfalt schlägt sich auch in der offiziellen Politik nieder, denn neben Serbisch gelten Ungarisch, Rumänisch und Slowakisch als Amtssprachen auf kommunaler Ebene und sind auf öffentlichen Schildern sowie in der lokalen Verwaltung sehr präsent. Die Wahrung kultureller Identitäten wird durch Kulturvereinigungen, mehrsprachige Bildungseinrichtungen sowie staatliche und kommunale Förderprogramme unterstützt und macht Zrenjanin zu einem häufig genannten Beispiel für gelungenes interkulturelles Zusammenleben im südosteuropäischen Raum.
Laut Zensus von 2011 und 2022 waren die Einwohner der Stadt folgenden Ethnien zugehörig:
| Ethnie            | 2011    | 2011    | 2022    | 2022    |
| Ethnie            | Anzahl  | Prozent | Anzahl  | Prozent |
| ----------------- | ------- | ------- | ------- | ------- |
| Serben            | 91.579  | 74,24 % | 81.066  | 76,68 % |
| Ungarn            | 12.350  | 10,01 % | 8.174   | 7,73 %  |
| Roma              | 3.410   | 2,76 %  | 2.721   | 2,57 %  |
| Rumänen           | 2.161   | 1,75 %  | 1.663   | 1,57 %  |
| Slowaken          | 2.062   | 1,67 %  | 1.530   | 1,45 %  |
| Jugoslawen        | 592     | 0,48 %  | 849     | 0,8 %   |
| Andere            | 11.164  | 9,09 %  | 9.719   | 9,19 %  |
| Gesamtbevölkerung | 123.362 | 100 %   | 105.722 | 100 %   |

### Religion
Der Großteil der Bevölkerung Zrenjanins gehört der serbisch-orthodoxen Kirche an und machte laut Zensus 2022 rund 77 % aus. Die römisch-katholische Kirche stellt mit 11,1 % die zweitgrößte Glaubensgemeinschaft, gefolgt von protestantischen Christen mit etwa 2 %. Angehörige des Islams und des Judentums sind nur in sehr geringer Zahl vertreten. Der Anteil an Atheisten, Agnostikern sowie Personen ohne Angaben zur religiösen Zugehörigkeit liegt bei 8,24 %.
Das religiöse Leben der Stadt ist durch mehrere Sakralbauten verschiedener Konfessionen geprägt. Im Stadtzentrum befinden sich vier serbisch-orthodoxe Kirchen, darunter die Mariä-Entschlafens-Kirche (Uspenska crkva) von 1746, die als älteste erhaltene Kirche der Stadt gilt. Die römisch-katholische Kathedrale des Hl. Johannes Nepomuk wurde 1868 errichtet und dient als Bischofssitz des Bistums Zrenjanin. Sie steht auf dem Gelände der ehemaligen Hauptmoschee, die nach dem Ende der osmanischen Herrschaft geschlossen und später abgetragen wurde. Die reformierte Kirche im neugotischen Stil wurde 1891 errichtet und ist Ausdruck der calvinistischen Tradition innerhalb der ungarischen Minderheit. Die von Lipót Baumhorn entworfene Synagoge von 1896 wurde 1941 zerstört und nicht wieder aufgebaut.
Ein offizieller Stadtheiliger ist nicht festgelegt, jedoch gilt der Feiertag „Mariä Entschlafung“ am 28. August als bedeutender religiöser Gedenktag im orthodoxen Jahreskreis und wird in Zrenjanin mit besonderem Nachdruck begangen. In der katholischen Gemeinde spielt der Hl. Johannes Nepomuk eine zentrale Rolle als Patron der Kathedrale und Schutzheiliger vieler Gläubiger ungarischer Herkunft.
Die orthodoxe Diözese Zrenjanin untersteht der Eparchie Banat mit Sitz in Vršac.

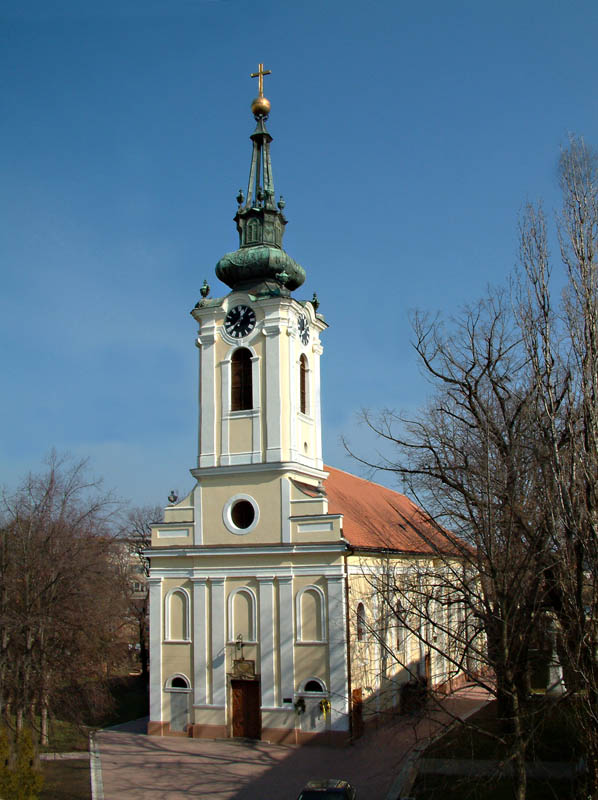
Uspenska-Kirche
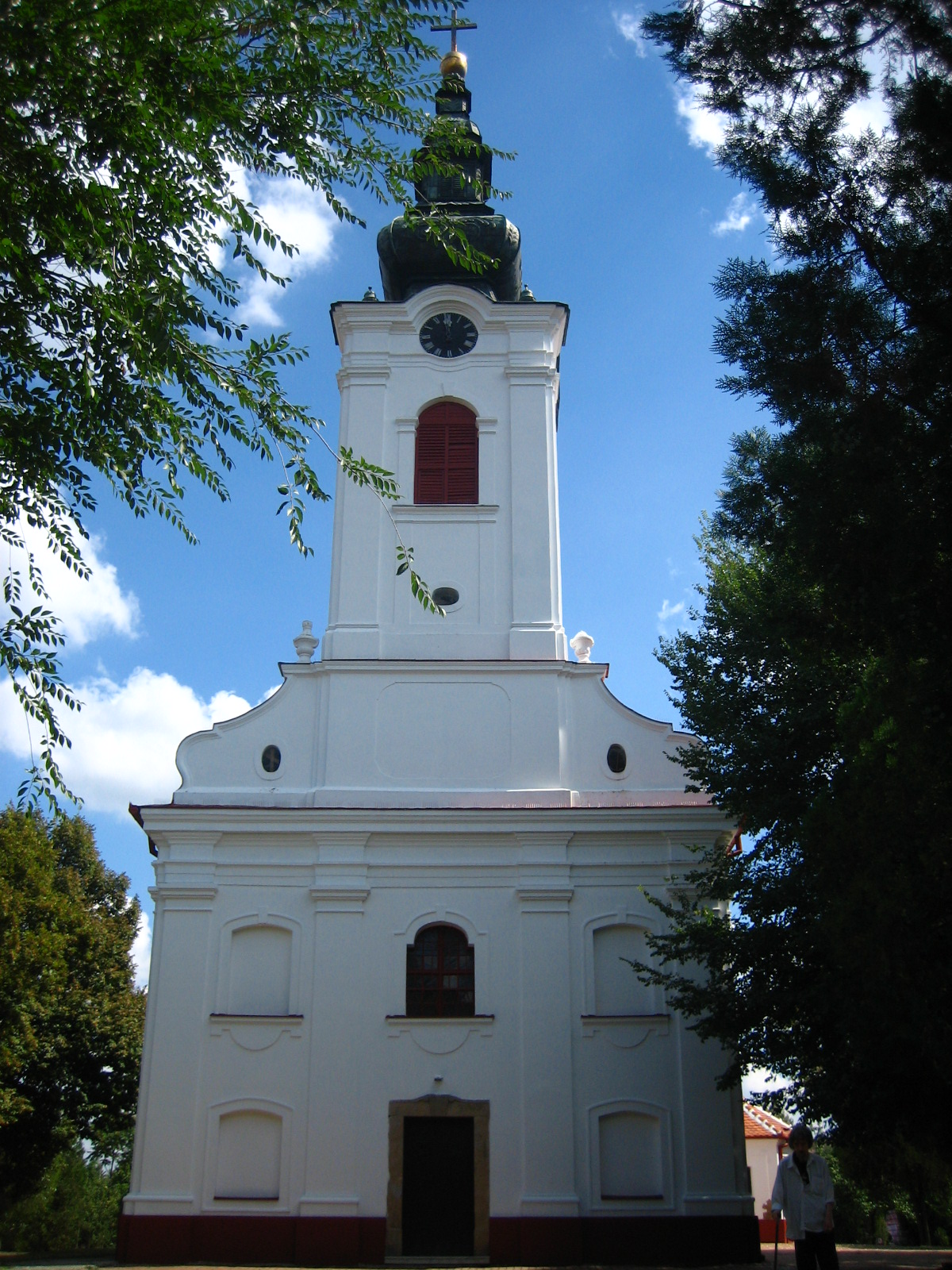
Mariä-Tempelgang-Kirche
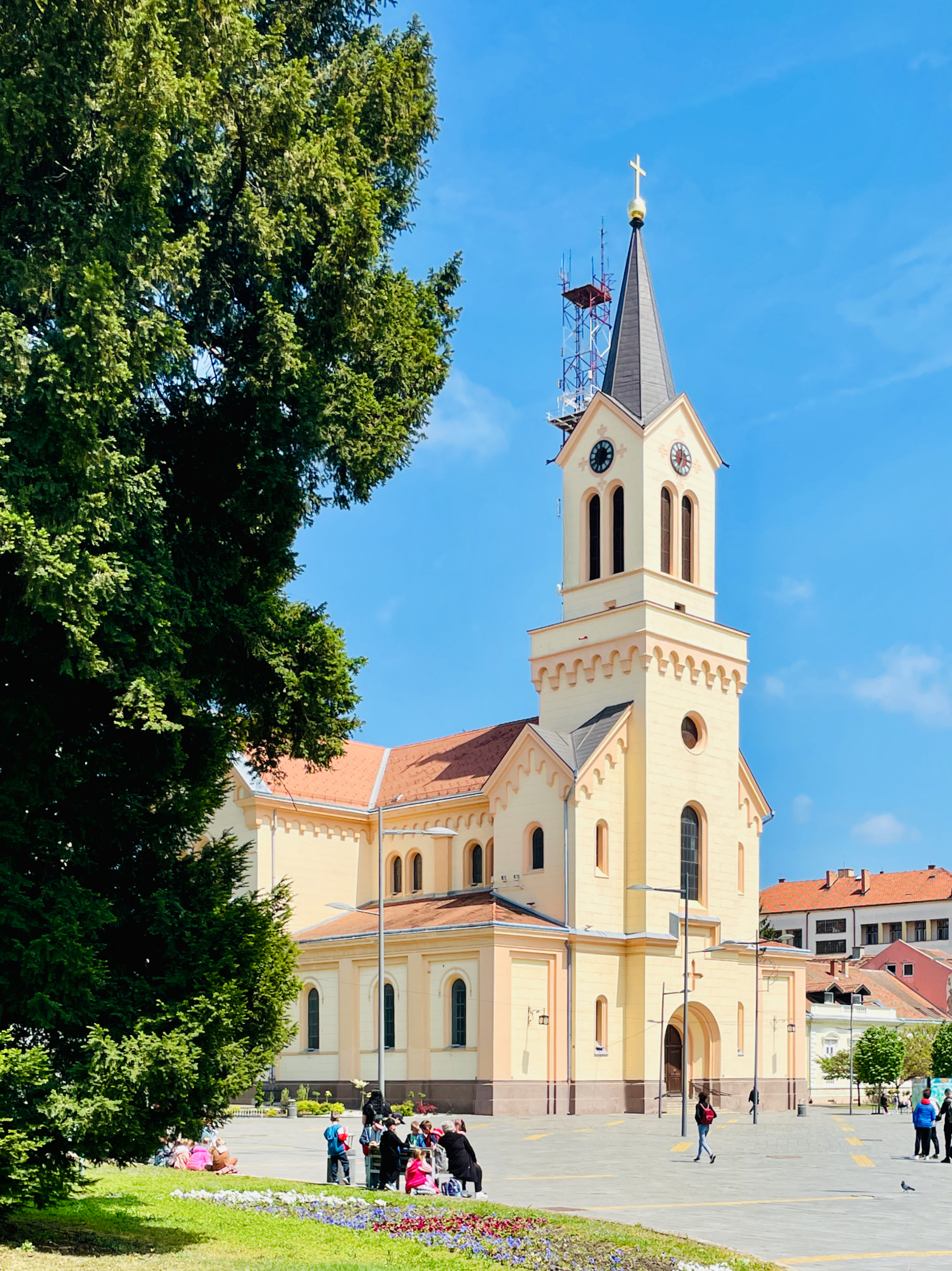
Johann-Nepomuk-Kathedrale
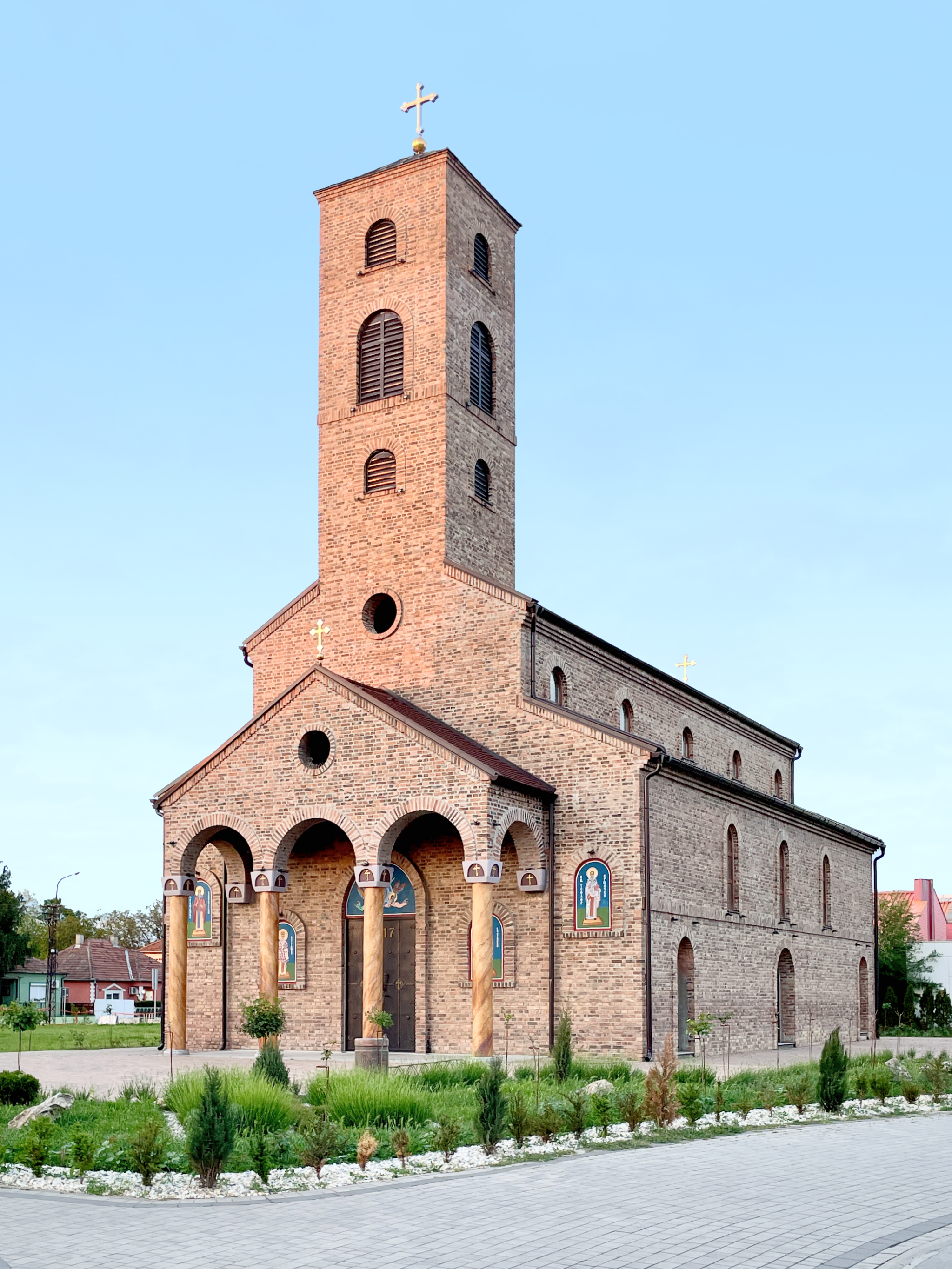
Christi-Himmelfahrts-Kirche
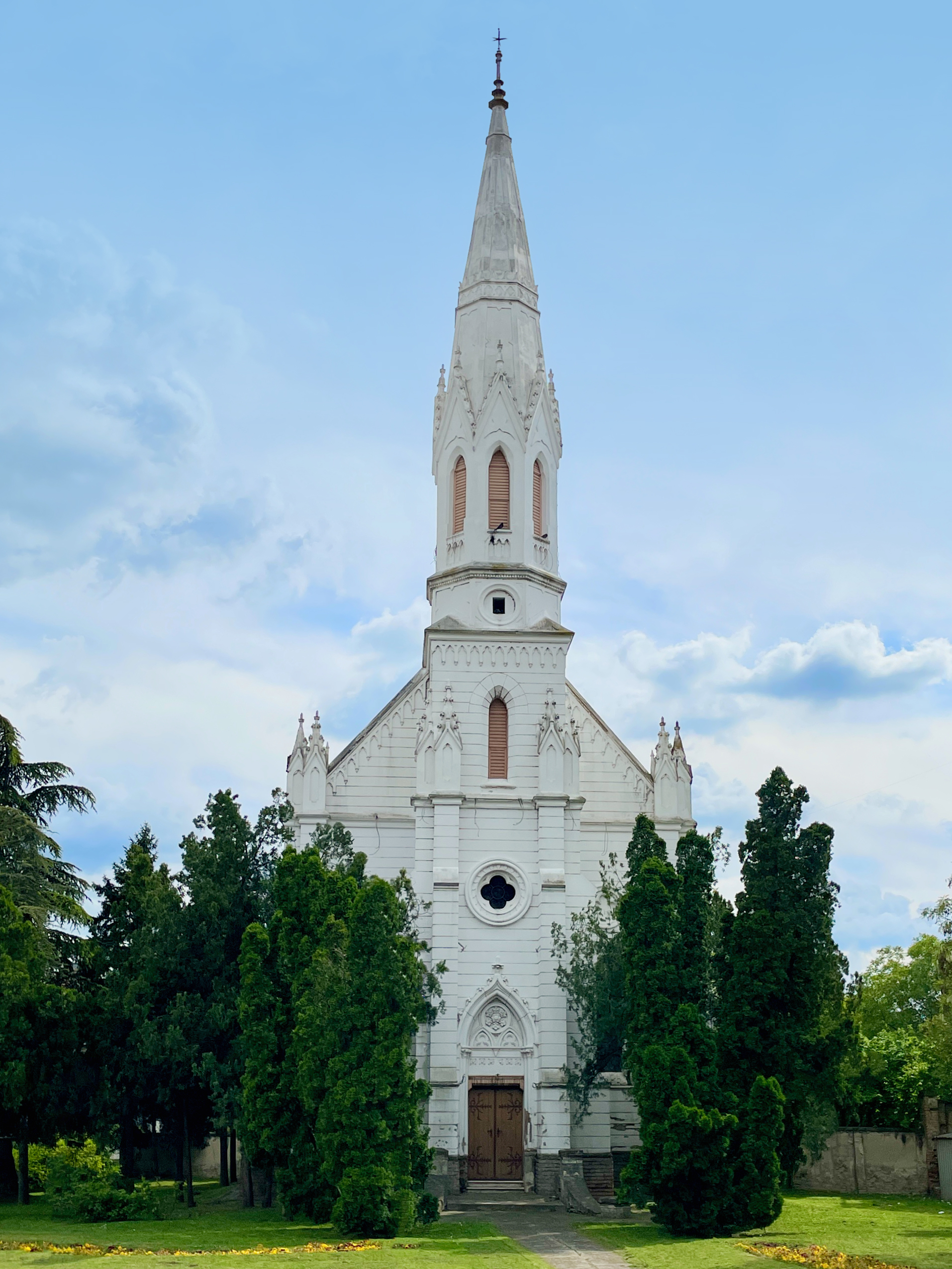
Calvinistische Reformationskirche

### Persönlichkeiten

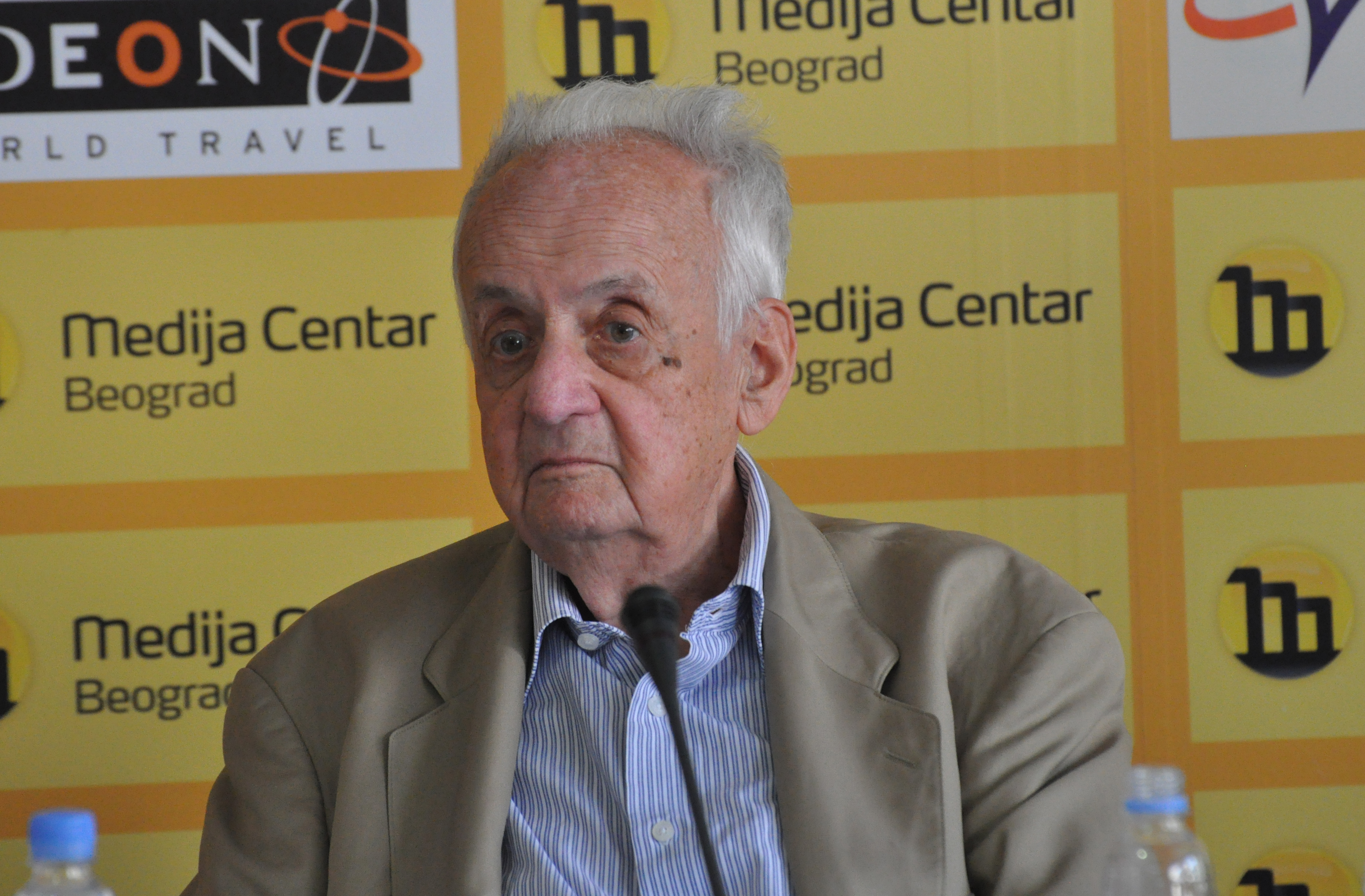
Ivan Ivanji, Ehrenbürger der Stadt Weimar wurde in Zrenjanin geboren

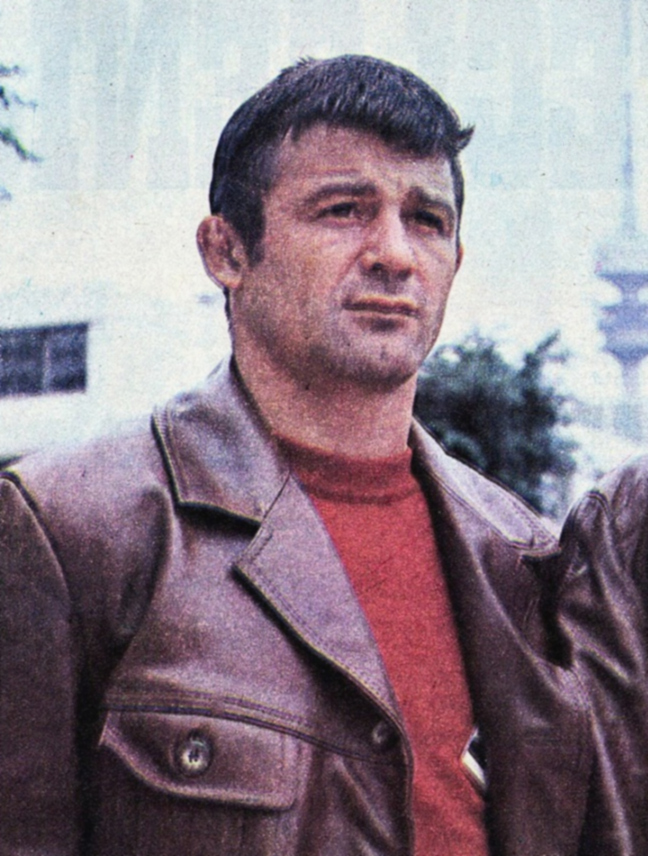
Zvonimir „Zvonko“ Vujin wurde 1967 Vize-Europameister im Boxen

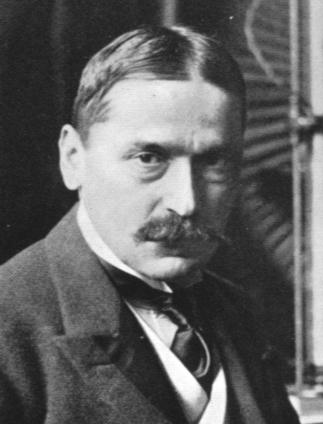
Ehrenbürger Mihajlo Pupin

#### Söhne und Töchter der Stadt
- Rudolf Doerfel (1855–1938), österreichischer Ingenieur und Hochschullehrer
- Oscar Guttmann (1855–1910), österreichisch-ungarischer Chemiker und Chemiehistoriker
- Rudolf Wegscheider (1859–1935), österreichischer Chemiker
- Janos Bartl (1878–1958), deutscher Zauberkünstler
- István Fiedler (1871–1957), römisch-katholischer Bischof
- Jenő Rátz (1882–1951), ungarischer Generaloberst, Politiker und Verteidigungsminister des Königreichs Ungarn
- Andor Ákos (1893–1940), Offizier, Architekt und Maler
- Michael Rothen (1895–1944), banatschwäbischer römisch-katholischer Geistlicher und Märtyrer
- Julius Schramm (1922–1991), deutscher Metallbildhauer und Goldschmied
- Bela Palfi (1923–1995), Fußballspieler
- Borislav Roković (1925–2006), Komponist, Pianist, Arrangeur
- Ivan Ivanji (1929–2024), jugoslawischer Schriftsteller, Übersetzer, Diplomat und Journalist
- Mario Szenessy (1930–1976), ungarisch-deutscher Schriftsteller
- Jolan Rieger (* 1931), Diplom-Psychologin und Lyrikerin
- Zvonimir „Zvonko“ Vujin (1943–2019), Boxer
- Ivan Boldirev (* 1949), jugoslawisch-kanadischer Eishockeyspieler
- Boško Abramović (1951–2021), Schachspieler
- Duško Grbić (* 1970), Handballspieler und -trainer
- Vladimir Grbić (* 1970), Volleyballspieler
- Uglješa Šajtinac (* 1971), Dramatiker und Schriftsteller
- Nikola Grbić (* 1973), Volleyballspieler
- Dejan Bodiroga (* 1973), Basketballspieler
- Jelena Kuljić (* 1976), Sängerin
- Zvonimir Vukić (* 1979), Fußballspieler
- Damjan Deurić (* 1983), Musiker der unter anderem bei Divlje Jagode spielte
- Slobodan Nikić (* 1983), Wasserballspieler
- Maja Ognjenović (* 1984), Volleyballspielerin
- Momir Rnić (* 1987), Handballspieler
- Zoran Tošić (* 1987), Fußballspieler
- Jovana Brakočević (* 1988), Volleyballspielerin
- Ivan Lenđer (* 1990), Schwimmer
- Ivana Španović (* 1990), Leichtathletin
- Jelena Živković (* 1991), Handballspielerin
- Kristina „Kija“ Kockar (* 1989), serbische Sängerin und TV-Persönlichkeit

#### Persönlichkeiten, die vor Ort gewirkt haben
- Josef Goigner (1837–1887), Kirchenmaler, lebte ab 1850 in Großbetschkerek und starb auch hier.
- Svetislav Krstić (* 1955), Physiker und Politiker, Bürgermeister (1989–1992) sowie Präsident der Provinzversammlung der Vojvodina (1992–1993)
- Goran Knežević Goran Knežević** (* 1957), Politiker, Bürgermeister von Zrenjanin (2004–2009) und später serbischer Landwirtschafts- und Wirtschaftsminister
- Aleksandar Marton (* 1976), Politiker, war Präsident der Stadtversammlung Zrenjanin und Abgeordneter in der Vojvodina

#### Ehrenbürger
- Mór Jókai
- Mihajlo Pupin
- Édouard Herriot
- Petar Živković
- Milan Stojadinović
- Josip Broz Tito
- Jovan Veselinov
- Dragoslav Avramović

## Politik

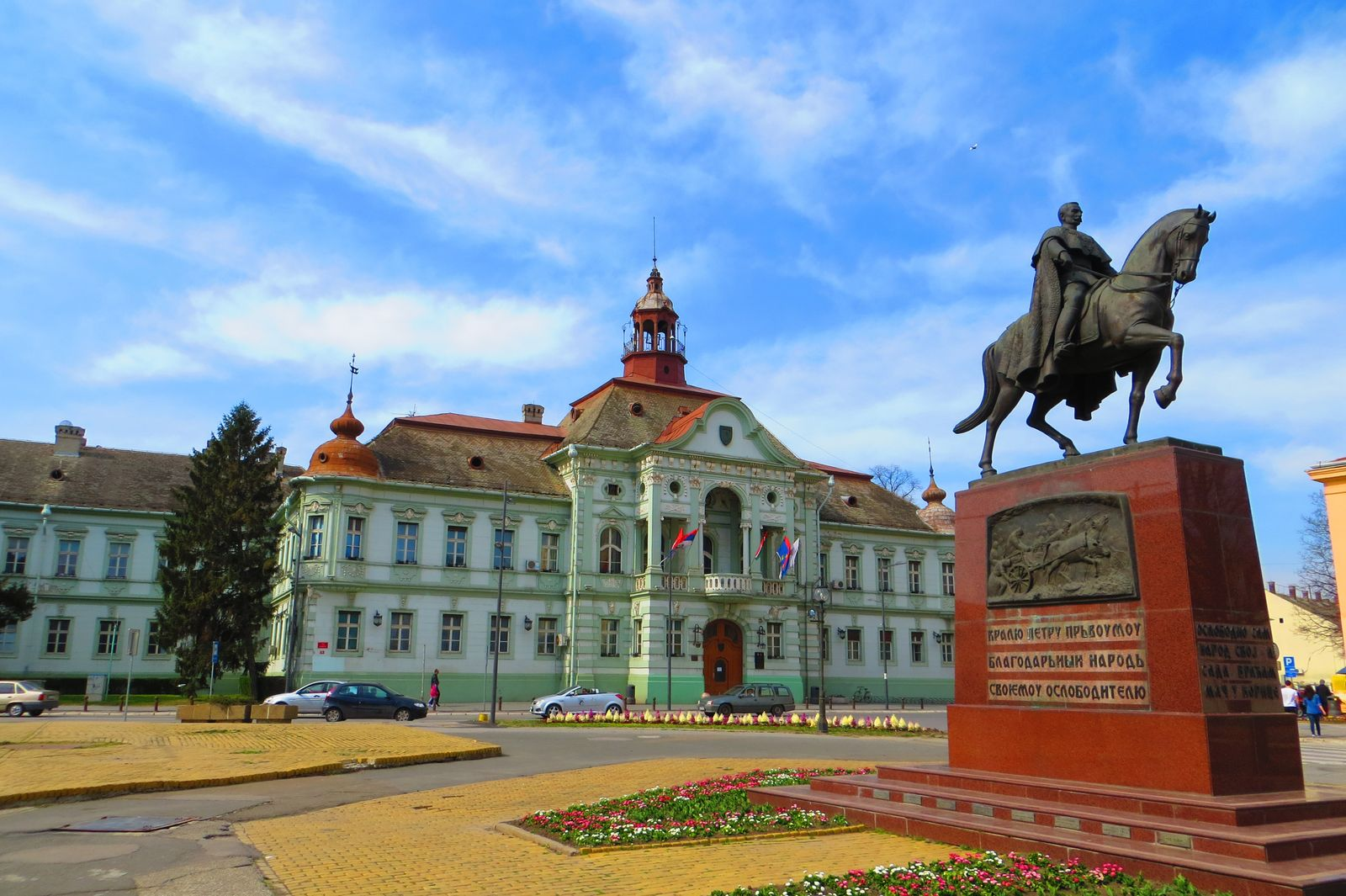
Rathaus von Zrenjanin mit dem Denkmal für König Peter I.

### Stadtregierung
Die Stadt ist administrativer Sitz des Mittelbanater Bezirks (Srednji Banat) und flächenmäßig die zweitgrößte Gemeinde Serbiens. Bürgermeister der Stadt ist Simo Salapura von der Partei Srpska Napredna Stranka, der bei der Wahl am 18. September 2020 durch die Mandatsträger des Stadtrats gewählt wurde. Präsident des Stadtrats ist Čedomir Janjić.

### Internationale Beziehungen
Zrenjanin unterhält folgende Städtepartnerschaften:
| - Noginsk, Russland - Békéscsaba, Ungarn - Arad, Rumänien - Timișoara, Rumänien - Reșița, Rumänien | - Teplice, Tschechien - Trebinje, Bosnien und Herzegowina - Laktaši, Bosnien und Herzegowina - Štrpce, Kosovo |

Zusätzlich wurde 2018 ein Kooperationsprotokoll mit Bijeljina aus Bosnien und Herzegowina unterzeichnet, bei dem es sich formal um eine Städtepartnerschaft handelt.

### Wappen

Wappen der Opština Zrenjanin zwischen 1969 und 2008

Das Wappen in seiner heutigen Form wurde im Juni 1769, nach der Erhebung zum freien Handelszentrum, eingeführt. In der Zeit zwischen 1919 und dem 11. Juli 2008 führte Zrenjanin, bzw. Petrovgrad, bis zur Wiedererlangung des Status einer Stadt, kein Wappen.
Das Wappen zeigt ein Schild mit „Marias Aufnahme in den Himmel“. Auf hellblauem Grund, erstrahlt vom oberen Ende das himmlische Licht entlang, der auf einer Wolkendecke stehenden Jungfrau Maria. Mit einem Nimbus um den Kopf und von zwei Cherubinen umkreist, blickt sie in einem weißen Kleid und mit einer von außen hellblauen und innen purpurnen Robe gekleidet, auf das irdische Geschehen herab. Der untere Teil zeigt die Trauerzeremonie der „Mutter Gottes“. Zwischen zwei goldenen Ständern mit leuchtenden Kerzen ist der Leichnam in einem offenen Sarg aufgebahrt. Unter dem Sarg ist ein dunkelroter Teppich ausgelegt, der auf roten Bodenplatten liegt. Sieben Apostel, ebenfalls mit einem Heiligenschein, erweisen der Verstorbenen die letzte Ehre. Die silbernen Ränder des Schilds sind beidseitig in Gold gefasst. Über dem Schild wird die Stadtmauer mit fünf Türmen in Form einer Krone dargestellt.
Zwischen 1969 und 2008 führte die Opština Zrenjanin ein grünes Wappen des Bildhauers Stevan Dukić, welches keinen heraldischen Standards zugrunde lag.

### Gemeindewahl 2012
Im Mai 2012 fanden in Zrenjanin die letzten Gemeindewahlen statt. In 70 Wahllokalen verzeichnete die Städtische Wahlkommission mit 60.082 abgegebenen Stimmzetteln eine Wahlbeteiligung über 55,48 %. Unter den abgegebenen Stimmen wurden 2581 als ungültig gewertet.
Von den insgesamt 67 Mandaten erhielt die SNS mit 17.684 Wählerstimmen 25 Mandate im Stadtrat und löste die zuvor stärkste Partei DS, die aus 11.253 Stimmen 15 Mandaten erhielt, ab. Das Wahlergebnis im Detail setzen sich wie folgt zusammen:
| Wahlbündnis / Partei              | Stimmen | Prozent | Mandate |
| --------------------------------- | ------- | ------- | ------- |
| SNS                               | 17.684  | 29,43 % | 25      |
| DS                                | 11.253  | 18,73 % | 15      |
| LSV                               | 9.253   | 15,4 %  | 13      |
| SPS-PUPS-JS                       | 5.828   | 9,7 %   | 8       |
| SRS                               | 3.251   | 5,41 %  | 4       |
| Dveri za život Zrenjanina         | 2.414   | 4,02 %  | -       |
| Preokret, LDP, SDU, VP            | 2.375   | 3,95 %  | -       |
| SVM – VMSZ                        | 1.986   | 3,31 %  | 2       |
| UG Ravnopravost – Volim Zrenjanin | 1.943   | 3,23 %  | -       |
| Za opstanak Zrenjanina – URS      | 1.433   | 2,39 %  | -       |

## Bildung und Kultur

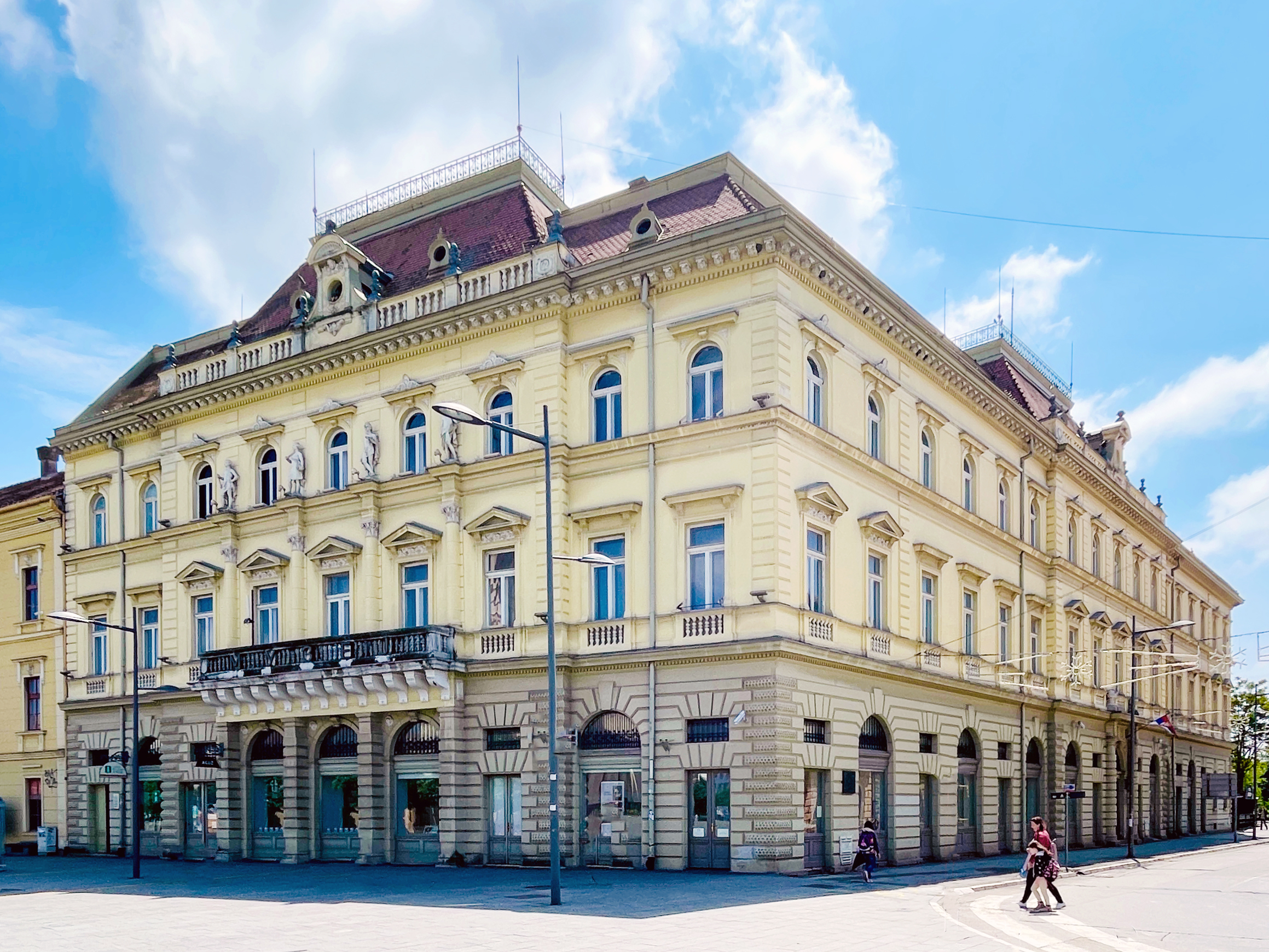
Im ehemaligen Finanzpalais Österreich-Ungarns ist heute das Nationalmuseum untergebracht

Zrenjanin unterhält 18 kommunale Schulen im zweigliedrigen Schulsystem, davon zehn Grundschulen und acht Oberstufen. Hinzu kommen 22 weitere Schulen in den umliegenden Orten. Die erste Grundschule wurde 1722 und die erste serbische Schule 1745 gegründet. Die Studiengänge der technischen Fachhochschule und der technischen Fakultät Mihajlo Pupin, ein Teil der Universität Novi Sad, werden den lokalen Bedürfnissen angepasst, um vergleichsweise schnell qualifizierte Arbeitskräfte auszubilden. Insgesamt stehen in den beiden Hochschulen 4000 Studienplätze zur Verfügung. Dies macht Zrenjanin zu einem bedeutenden Bildungszentrum in der Vojvodina.
Die Stadt besitzt eine Galerie für zeitgenössische Kunst und ein Nationalmuseum. Mit über 33.000 Exponaten und über 80.000 Besuchern pro Jahr wurde es 2006 zum besten Museum Serbiens gekürt. Die Stadtbibliothek „Žarko Zrenjanin“ ist im Besitz von etwa 150.000 Werken. Die Sammlung des nationalen Archivs in Zrenjanin umfasst zahlreiche Dokumente und Schriftstücke aus dem mittleren Banat, unter anderem aus dem 16. Jahrhundert. Es wurde 2007 als erfolgreichstes Archiv Serbiens mit der Auszeichnung „Goldenes Archiv“ geehrt.
Im Volkstheater „Toša Jovanović“ werden neben Dramen und Kammerspielen auch Puppenspiele aufgeführt, welche schon zahlreiche nationale und internationale Preise gewonnen haben. Das Gebäude wurde 1839 erbaut und ist das älteste Theatergebäude Serbiens. Der Jugendchor Koča Kolarov wurde 1966 gegründet und wurde seitdem in zahlreichen europäische Wettbewerben ausgezeichnet.
Der Roman Schildkrötensoldat (2017) von Melinda Nadj Abonji spielt zum großen Teil in der Kaserne von Zrenjanin, der Svetozar Marković Toza-Kaserne.

## Sport

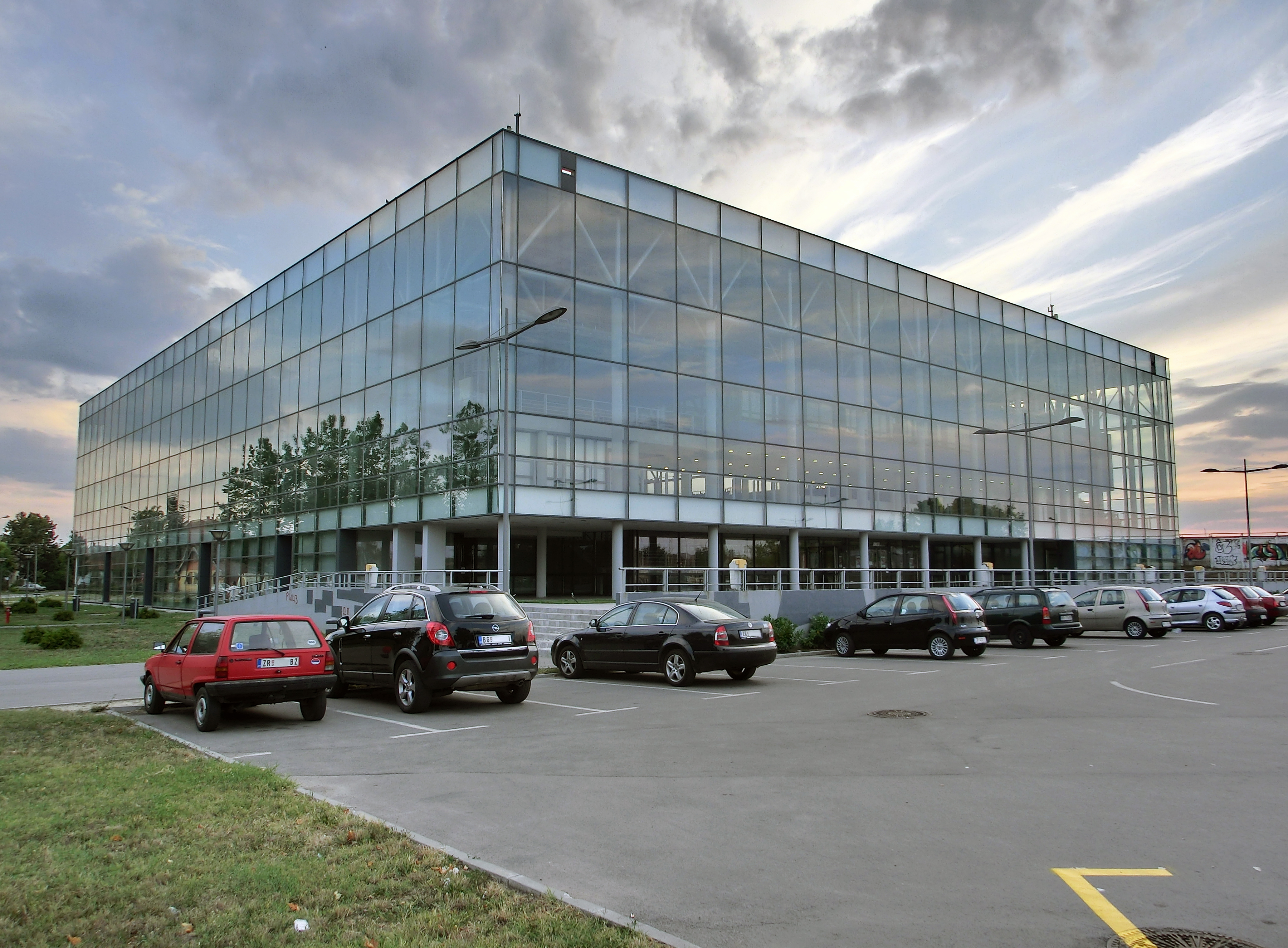
Mehrzweckhalle Kristalna dvorana in Zrenjanin

In seiner jüngeren Geschichte war die Stadt Gastgeber internationaler Wettkämpfen, wie der 25. Sommer-Universiade 2009, der Volleyball-Europameisterschaft der Frauen 2011 und Handball-Weltmeisterschaft der Frauen 2013. Die Stadt besitzt mehrere Sportobjekte. So zum Beispiel das Mehrzweckstadion und die Sporthallen am Stadion Karađorđev park, eine Schwimmhalle und ein Golfplatz.
Als erster Sportverein der Stadt wurde 1885 der Ruderklub Torontal gegründet. Heute gehören der FK Banat Zrenjanin im Fußball und RK Proleter Zrenjanin im Handball, Basketball und Wassersport zu den größten Sportvereinen Zrenjanins.
Einige der bedeutendsten Sportler des Landes wurden in Zrenjanin geboren. Dejan Bodiroga gehört mit 17 gewonnenen Titeln zu den erfolgreichsten Basketballern aller Zeiten. Nikola und Vladimir Grbić gewannen mit der serbischen Olympiamannschaft die Goldmedaille bei den Olympischen Spielen 2000 im Volleyball. Im Amateurboxen wurde Zvonimir „Zvonko“ Vujin 1967 Vize-Europameister und konnte bei den Olympischen Spielen 1968 und 1972 die Bronzemedaille gewinnen.

## Wirtschaft und Investitionen
Bereits im Juni 1769 verlieh die habsburgische Fürstin Maria Theresia der Stadt den Status eines freien Handelszentrums. Mit der administrativen Neuordnung wurde die Stadt zum wirtschaftlichen Zentrum des 1779 gegründeten Komitats Torontal.
Das Umland Zrenjanins ist durch die fruchtbare Pannonische Tiefebene landwirtschaftlich geprägt und zählt zu den bedeutendsten Agrarregionen Serbiens. Der Ackerbau konzentriert sich vor allem auf Mais, Sonnenblumen, Raps, Gerste und Zuckerrüben. Ergänzt wird die landwirtschaftliche Produktion durch Viehzucht und an den umliegenden Seen, Flüsse und den künstlich angelegten Fischteichen etablierte sich schon früh eine ausgeprägte Fischerei. Diese Sektoren leisten einen wichtigen Beitrag zur regionalen Wertschöpfung und sichern Beschäftigung im ländlichen Raum.
Ende 2008 wurde durch das Ministerium für Finanzen Serbien eine Sonderwirtschaftszone Serbiens eingerichtet. Anfangs auf 6 Hektar beschränkt wurde diese am 23. April 2012 auf 98 Hektar erweitert und umfasst heute die drei Gebiete Bagljaš, Cvetna und Südost – Ečka. Durch seine Infrastruktur und günstigen geografische Lage in unmittelbarer Nähe zur Donau, Theiß, Bega, Temesch und dem Kanalsystem Donau-Theiß-Donau wurde Zrenjanin von der US-Handelskammer, der SIEPA und von USAID als attraktivster Wirtschaftsstandort für ausländische Investitionen in Serbien bezeichnet. Die Weltbank gab in seinem Bericht „Doing business in South East Europe 2008“ an, dass Zrenjanin der zweitbeste Standort in Südosteuropa sei.
Die Hauptindustriezweige in Zrenjanin bilden weiterhin hauptsächlich traditionelle Sektoren wie diee Lebensmittelverarbeitung und -erzeugung, die chemische, pharmazeutische, Metall-, Erdöl-, Erdgas- und Textilindustrie, sowie das Bauwesen. Mit einer über 140-jährigen Geschichte zählt Šinvoz zu den ältesten Industriebetrieben der Region und ist bis heute ein wichtiger Akteur im Maschinen- und Infrastruktursektor, auch wenn das Unternehmen nach einer Phase wirtschaftlicher Schwierigkeiten nur noch in reduzierter Struktur betrieben wird.
Zu den größeren ausländischen Investoren zählen vor allem die Niederlassungen deutscher Unternehmen. So produziert die Mehler AG ballistische Schutzprodukte für die deutsche Polizei und das Militär, der Automobilzulieferer Dräxlmaier produziert elektronische Bauteile für BMW, Future Biotec ist in der Herstellung von Biodiesel tätig und die Phiwa – Walther Group betreibt ein Warendistributionszentrum.
Neben den deutschen Unternehmen engagieren sich in Zrenjanin auch Investoren aus Österreich, Italien, der Türkei, Slowenien, Israel und China. Der österreichische Dämmstoffhersteller Austrotherm, der italienische Textilproduzent Pompea und der slowenische Haushaltsgerätehersteller Gorenje betreiben lokale Produktionsstätten. Der türkische Automobilzulieferer Teklas Automotive beliefern internationale Märkte direkt aus Zrenjanin.
In den vergangenen Jahren investierten zudem mehrere chinesische Unternehmen, insbesondere in den Bereichen Metallverarbeitung und Bauwesen. Von überregionaler Bedeutung ist das Engagement des Reifenherstellers Linglong Tire, der 2019 mit dem Bau einer modernen Produktionsstätte im Südosten der Stadt begann. Mit einem geplanten Investitionsvolumen von rund 700 Millionen Euro zählt das Projekt zu den größten Einzelinvestitionen in Serbien. Die Anlage soll jährlich bis zu 13 Millionen Pkw- und Lkw-Reifen fertigen und mehrere tausend Arbeitsplätze schaffen. Das Vorhaben wurde von politischen Spitzenvertretern beider Länder wiederholt als Symbol der wirtschaftlichen Zusammenarbeit zwischen Serbien und China hervorgehoben. Im Zuge der geplanten Werkserweiterung errichtet Linglong Tire eine Photovoltaikanlage mit einer installierten Leistung von 24 MW. Die Solaranlage soll jährlich rund 29,4 Millionen kWh Strom erzeugen und damit zur Energieversorgung des Standorts beitragen. Das Vorhaben ist Teil der Bemühungen, den CO₂-Ausstoß der Produktion zu senken und den Standort gemäß internationalen Standards energieeffizient auszurichten.
Im Rahmen der Regionalentwicklung betreibt Zrenjanin gemeinsam mit dem Investitionsförderungsfonds der Vojvodina den Business Incubator Zrenjanin. Er bietet insbesondere IT- und Software‑Startups kostenlos eingerichtete Geschäftsräume sowie Beratungs- und Netzwerkangebote im Rahmen von Förderprogrammen und internationalen Partnerschaften.
Zrenjanin war eine der ersten Städte in Europa, die ab etwa 2006 im Stadtzentrum über ein allgemein frei zugängliches öffentliches WLAN-Netz verfügte. Mit dem Ausbau der digitalen Infrastruktur und der Verbreitung neuer Mobilfunktechnologien wurde das Projekt in den späten 2010er-Jahren weitgehend eingestellt.
Der an die Freihandelszone Südost – Ečka angrenzende Flugplatz Zrenjanin soll perspektivisch modernisiert und ausgebaut werden. In diesem Zusammenhang wurde auch über die Errichtung eines Binnenhafens sowie zweier Werften an der Bega diskutiert, mit dem Zrenjanin über den Europakanal Rhein-Main-Donau Zugang zur Nordsee und dem Schwarzen Meer erlangen würde. Konkrete Umsetzungspläne liegen derzeit jedoch nicht vor; das Vorhaben befindet sich bislang auf der Ebene langfristiger Entwicklungsvisionen.

## Infrastruktur

### Straßenverkehr
Zrenjanin war über Jahrzehnte infrastrukturell nur über Landstraßen erreichbar. In den 2020er Jahren wurden mehrere überregionale Ausbauprojekte initiiert, um die Stadt und die Region Banat direkt an das serbische Autobahnnetz anzuschließen.
Ein zentrales Vorhaben stellt der Bau der Autobahn A6 dar, die eine Nord-Süd-Verbindung zwischen Belgrad, Zrenjanin und Novi Sad schaffen soll. Das Projekt, das in drei Abschnitten realisiert wird, wurde im Dezember 2023 mit dem Baubeginn der Teilstrecke Belgrad–Zrenjanin offiziell eingeleitet. Dieser etwa 67 Kilometer lange 1. Bauabschnitt wird von dem chinesischen Infrastrukturkonzern Shandong Hi-Speed Group ausgeführt und soll bis zum Jahr 2026 fertiggestellt werden.
Die Gesamtlänge der künftigen Autobahn beträgt etwa 105 Kilometer. Neben der deutlichen Reduktion der Reisezeiten – geschätzt auf etwa 30 Minuten nach Belgrad und 20 Minuten nach Novi Sad – soll die wirtschaftliche Integration des Banats mit Zentralserbien und der Vojvodina verbessert werden. Die Investitionssumme für das Gesamtprojekt wurde zuletzt mit etwa 1,6 Milliarden Euro beziffert. Mit dem Autobahnanschluss und flankierenden Verkehrsinvestitionen soll die Stadt in den kommenden Jahren erstmals uneingeschränkt an das transeuropäische Verkehrsnetz TEN-T herangeführt werden.
Bereits zuvor wurde im Zuge des innerstädtischen Ausbauprogramms eine rund 15 Kilometer lange, nördlich der Stadt verlaufende, Umgehungsstraße fertiggestellt. Diese entlastet das Stadtzentrum vom Durchgangs- und Güterverkehr und verbindet die Ausfallstraßen in Richtung Novi Sad, Belgrad, Kikinda und Vršac miteinander.
Die Stadt ist darüber hinaus durch ein System überregionaler Landstraßen, insbesondere die Bundesstraße „Magistralni put 18“, mit angrenzenden Orten und Regionen verbunden.

### Schienenverkehr und Bahnverbindungen
Bis in die späten 1960er Jahre war Zrenjanin ein regionaler Eisenbahnknotenpunkt. Später verkehrten nur noch Züge auf der Bahnstrecke Beograd Dunav–Kikinda regelmäßig sowie einzelne Verbindungen in das südlich gelegene Debeljača. Bis 1968 bestand eine grenzüberschreitende Verbindung über die sogenannte Hatzfelder Bahn nach Jimbolia in Rumänien.
Am 25. Oktober 2018 wurde die Regionalbahnlinie Novi Sad-Zrenjanin wiedereröffnet, nachdem sie im Jahr 2011 geschlossen worden war. Durch Umbau- und Modernisierungsmaßnahmen konnte die Höchstgeschwindigkeit auf 80 km/h und die zulässige Achslast auf 22,5 Tonnen erhöht werden.
Im Rahmen eines größeren Infrastrukturprojekts der Strecke Belgrad–Pančevo–Zrenjanin–Kikinda wird eine neue Eisenbahnbrücke über den Fluss Tamesch errichtet. Dieses Vorhaben gehört zum serbischen Programm zur Verbesserung der regionalen Eisenbahninfrastruktur mit dem Ziel der Elektrifizierung sowie der Erhöhung der Reisegeschwindigkeit auf bis zu 120 km/h. Das Projekt wird durch finanzielle Mittel der Weltbank und der EBRD unterstützt. Zudem befindet sich ein acht Kilometer langer Abschnitt aus Lukićevo zur Industriezone Zrenjanin-Fabrika in Sanierung.
Durch die Maßnahmen soll die Anbindung Zrenjanins an regionale und internationale Verkehrskorridore gestärkt und die Nutzung durch Pendler und Güterverkehr zukunftsfähig gemacht werden.

### Fahrradverkehr
Zrenjanin verfügt über rund 35 km Fahrradwege, davon etwa 22 km innerstädtisch und rund 13 km am Stadtrand. Die Wegführung ist dabei uneinheitlich und Radwege enden oft abrupt, weisen hohe Bordsteine auf oder verlaufen direkt durch Haltestellenbereiche.
Mehrere Bürgerinitiativen setzen sich für eine fahrradfreundlichere Verkehrsplanung ein. Im Jahr 2021 wurde auf lokaler Ebene eine städtische Kommission für den Radverkehr eingerichtet, die den Ausbau sicherer Infrastruktur koordiniert. Trotz dieser Entwicklungen gilt der Radverkehr in Zrenjanin bislang überwiegend als Freizeitaktivität, wo eine systematisch erschlossene, alltagstaugliche Fahrradinfrastruktur kaum vorhanden ist.
Die Stadt liegt auf dem europäischen Radweg EuroVelo 11und bietet eine circa 75 km lange Strecke zur rumänischen Stadt Timișoara. Eine grenzüberschreitende Nutzung ist saisonal nur an ausgewählten Tagen im Monat möglich. Zudem ist Zrenjanin Partnerkommune im EU-Projekt „Tour de Banat“, das den Aufbau einer über 290 km langen grenzüberschreitenden Radroute zwischen Serbien und Rumänien fördert. Vorgesehen sind Rastplätze, Infotafeln und eine durchgängige Beschilderung.

### Elektrizitätsversorgung
Zrenjanin ist an das serbische Hochspannungsnetz der Elektromreža Srbije angebunden. Die Stromversorgung erfolgt teilweise durch lokale Einspeisung über das Kraft-Wärme-Kopplungswerk TE‑TO Zrenjanin, das zur Gruppe „Panonske TE‑TO“ gehört. Die Anlage verfügt über eine elektrische Leistung von rund 110 MW und wurde 1989 in Betrieb genommen.
Nach einer etwa zehnjährigen Betriebsunterbrechung wurde die Anlage im Oktober 2022 reaktiviert, um das nationale Stromnetz in Zeiten periodisch erhöhter Nachfrage zu stabilisieren.
In der Umgebung von Zrenjanin werden zunehmend dezentrale und erneuerbare Energiequellen erschlossen. Dazu zählen:
- eine Biogasanlage Botoš mit einer installierten Leistung von 2,2 MW,[51]
- ein geplantes Solar-Kraftwerk, als Teil einer Strategie zur Stärkung der lokalen Energieerzeugung in Vojvodina, in Aradac mit rund 3,5 MW installierter Leistung,[52]
- sowie rund 40 kleinere Solaranlagen auf Haushalten und Betrieben, die im Rahmen öffentlicher Förderprogramme installiert wurden.[53]

Die TE‑TO Zrenjanin trägt maßgeblich zur Stabilität des serbischen Stromnetzes bei – besonders als flexible Reservequelle. Der breit angelegte Ausbau erneuerbarer Anlagen ist Teil einer nationalen Strategie, die Abhängigkeit von fossilen Brennstoffen zu reduzieren und dezentrale Energieerzeugung zu fördern.

### Heizinfrastruktur
Zrenjanin verfügt seit den 1970er Jahren über ein zentrales Fernwärmenetz, das durch die kommunale Betreibergesellschaft JKP Gradska Toplana Zrenjanin betrieben wird. Die erste zentrale Kesselanlage ging im Stadtteil 4. Jul in Betrieb. Das heutige Hauptheizwerk mit einer installierten thermischen Leistung von rund 140 MW wurde 1989 errichtet und versorgt seither einen Großteil des Stadtgebiets mit Heizwärme.
Die derzeitige Wärmeerzeugung basiert hauptsächlich auf Erdgas, ergänzt durch leichtes Heizöl als Reservebrennstoff. Zusätzlich betreiben einige industrielle Einrichtungen, darunter das Unternehmen Ipok Almex, eigene Biomassekesselanlagen auf Basis von Holzschnitzeln.
Das Fernwärmenetz von Zrenjanin besteht aus rund 30 km Hauptleitungen und beliefert circa 70 % aller städtischen Haushalte sowie zahlreiche öffentliche Einrichtungen, darunter Schulen, Gesundheitseinrichtungen und Verwaltungsgebäude. Die thermische Effizienz des Systems liegt laut Betreiberangaben bei etwa 80–87 % im Erzeugungsbereich.
Im Rahmen des EU-finanzierten Projekts DISCO (District Heating and Cooling Modernisation for Cities) ist Zrenjanin Teil eines internationalen Netzwerks zur Modernisierung kommunaler Wärmenetze. Ziel ist die langfristige Dekarbonisierung des Systems durch Integration von industrieller Abwärme, Solarthermie und geothermischen Komponenten sowie die Erhöhung der Energieeffizienz durch Digitalisierung und intelligente Steuerung.
Zrenjanin gehört zu den wenigen Städten Südosteuropas, die sich frühzeitig dem Umbau bestehender Fernwärmesysteme zu nachhaltigen Wärmenetzen verschrieben haben. Erste Pilotprojekte zur Erschließung von Sekundärwärmequellen befinden sich in der Planungsphase.

### Wasserversorgung
Durch eine anhaltend hohe Arsenkonzentration wurde die Nutzung des Leitungswassers in Zrenjanin am 20. Januar 2004 zum Trinken und Kochen untersagt. Die Arsengehalt übertraf regelmäßig den zulässigen Grenzwert von 10 Mikrogramm pro Liter (µg/l). Zeitweise wurden Werte bis 300 µg/l gemessen. Untersuchungen durch das Institut für öffentliche Gesundheit dokumentierten teils schwerwiegende Gesundheitsrisiken. Dabei zeigen epidemiologische Daten ein signifikant erhöhtes Risiko von Herz-Kreislauf-Erkrankungen in besonders belasteten Stadtteilen.
Mit Investitionskosten von etwa 19 Millionen Euro, wurde im Rahmen eines öffentlich‑privaten Partnerschaftsprojekts gemeinsam mit der Stadtverwaltung Zrenjanins, dem lokalen Wasserversorger JKP "Vodovod i kanalizacija" und dem  emiratischen Unternehmen Metito Utilities zwischen 2020 und April 2025 eine neue Wasseraufbereitungsanlage errichtet.
Laut den Ergebnissen des Gesundheitsinstituts entspricht die Qualität des Wassers, seit der Inbetriebnahme des Werks, am Auslass den nationalen Vorschriften einschließlich gesetzlicher Arsenlimits. Das Leitungsnetz selbst gilt jedoch weiterhin als alt und anfällig, wodurch weiterhin keine offizielle Trinkwasserfreigabe erteilt wird.
Öffentliche Informationspflichten, transparente Analyseveröffentlichung und die endgültige Trinkwasserzulassung sind nach wie vor Themen kontroverser Debatten. Bürgerinitiativen fordern Informationen zum Umgang mit  bedenklichen Rückständen, zur Finanzierung und Transparenz, insbesondere zur Wasserpreisgestaltung.

### Abwasserentsorgung
Zrenjanin verfügt derzeit nicht über eine zentrale Kläranlage für kommunale Abwässer. Die entsprechende Infrastruktur wird seit Jahren geplant, wurde aber bisher nicht umgesetzt. Der Großteil des häuslichen und industriellen Abwassers fließt ungeklärt oder nur grob vorbehandelt in oberirdische Gewässer.
Bis zur Realisierung der Kläranlage erfolgt die Reinigung nach klassischen Verfahren durch mechanische Siebung, biologische Behandlung in Kleinkläranlagen und nahegelegenen Industrieanlagen ohne nationale Konformität.
Derzeit engagiert sich die Stadtverwaltung gemeinsam mit NGOs und internationalen Organisationen, um normkonforme Kanalisation und Abwasserreinigung zu planen, inklusive zentraler Sammelsysteme, Pumpstationen und Rückgewinnung von Klärschlamm.
Die Einführung echter Klärlogistik gilt als vordringliches Infrastrukturprojekt, das den Umweltschutz, die Gesundheit der Bevölkerung und den EU-Standards sichern soll.

## Sehenswürdigkeiten

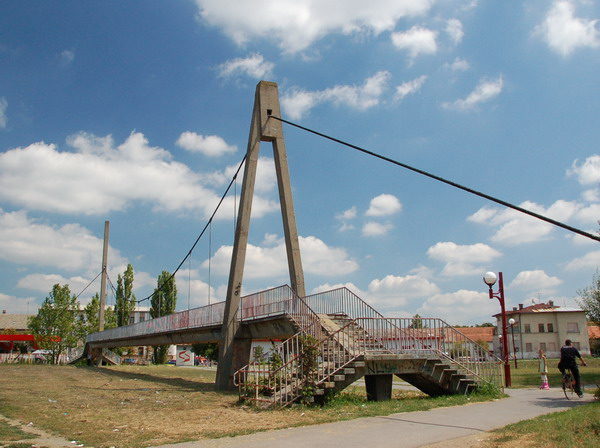
„Trockene Brücke“ über das Flussbett der Bega

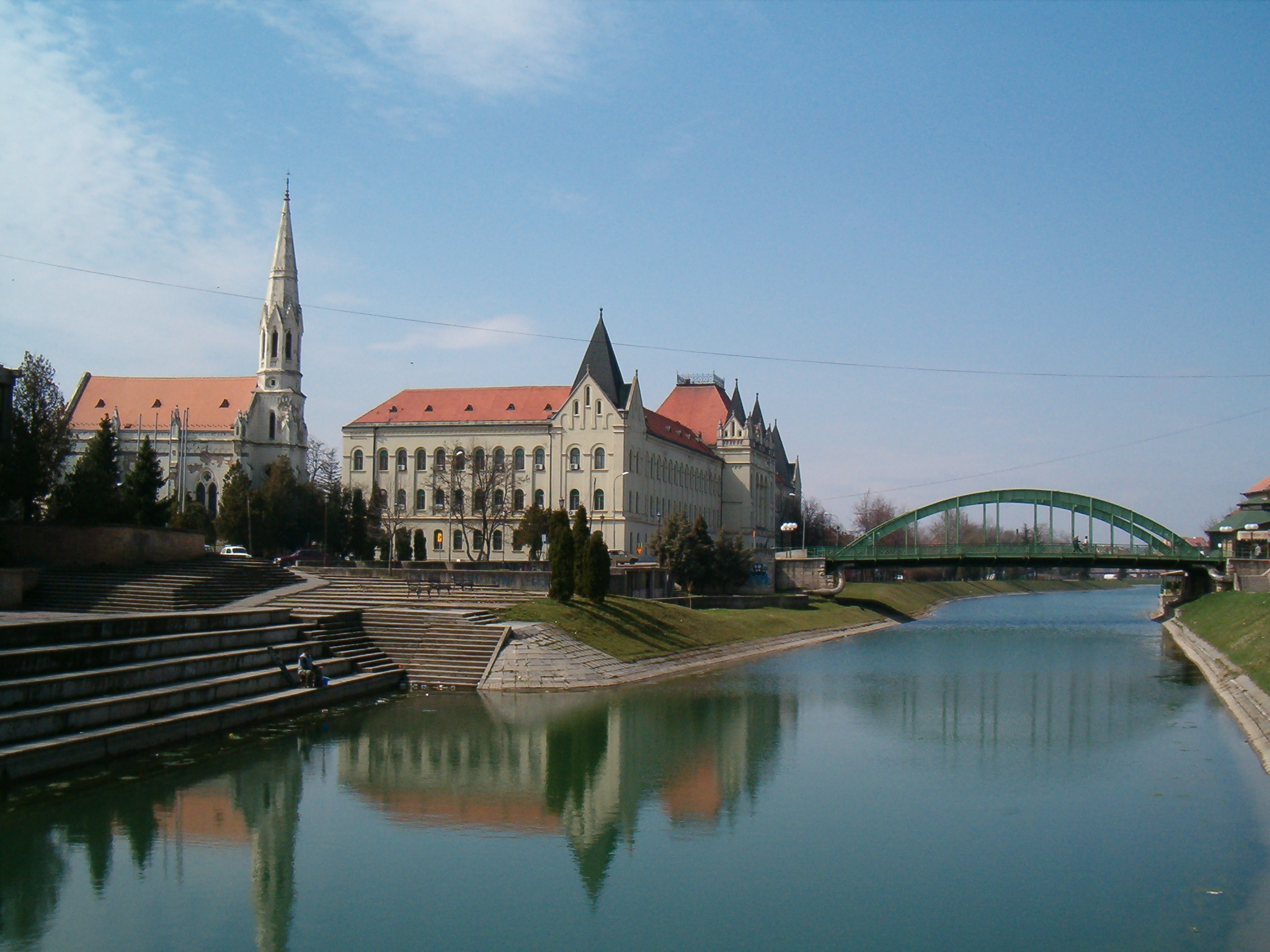
Kleine Brücke, evangelische Kirche und Magistrat

- Das Rathaus im neobarocken Stil wurde 1816 erbaut und 1887 wiederaufgebaut.
- Das ehemalige Finanzpalais Österreich-Ungarns, heute ein Museum, wurde 1894 im Stil der Neorenaissance erbaut.
- Das Theater, erbaut 1839 im klassizistischen Stil, ist das älteste Theater im heutigen Serbien.
- Die calvinistische Reformationskirche, 1891 im neugotischem Stil erbaut
- Die serbisch-orthodoxe Uspenska-Kirche (Mariä Entschlafung), 1746 im barocken Stil erbaut, ist die älteste Kirche der Stadt.
- Die serbisch-orthodoxe Mariä-Tempelgang-Kirche, von 1777 bis 1779 im barocken Stil erbaut, ist das orthodoxe Pilgerzentrum Zrenjanins.
- Die serbisch-orthodoxe Christi-Himmelfahrts-Kirche, ein neobyzantinischer Bau, entstand 2017.
- Die römisch-katholische Johann-Nepomuk-Kathedrale ist ein neuromanisches Bauwerk aus den Jahren 1864 bis 1868[65].
- Mali Most (kleine Brücke), eine Bogenbrücke aus dem Jahre 1904, ist die älteste Brücke der Stadt.
- Most na suvom, die „Trockene Brücke“, führt über das leere Flussbett der Bega.